# Eisner Award
Gli Eisner Award sono premi conferiti per meriti artistici nel campo dei fumetti, tra i più prestigiosi riconoscimenti statunitensi e paragonabili agli Oscar. Sono dedicati a Will Eisner, in onore del suo grande contributo nel campo; Eisner ha presenziato personalmente alla cerimonia fino alla sua morte, avvenuta nel 2005. Il premio è stato istituito per sopperire alla fine dei Kirby Awards del 1987. Ogni premio è assegnato a uno dei cinque candidati, votati da professionisti e presentati durante la convention tenuta a San Diego. Gli Eisner Award non sono stati assegnati nel 1990.
Nel 2020 i vincitori del premio sono stati annunciati online, tramite video pre-registrato, siccome, a causa dell'emergenza COVID-19, il San Diego Comic-Con non si è tenuto.

## Miglior albo singolo/One-shot
- 1988 – Gumby Summer Fun Special n. 1, di Bob Burden e Art Adams (Comico)
- 1989 – Kings In Disguise n. 1, di James Vance e Dan Burr (Kitchen Sink)
- 1991 – Concrete Celebrates Earth Day, di Paul Chadwick, Charles Vess e Jean Giraud (alias Moebius) (Dark Horse Comics)
- 1992 – Sandman nn. 22-28, di Neil Gaiman e artisti vari (DC)
- 1993 – Nexus: The Origin, di Mike Baron e Steve Rude (Dark Horse Comics)
- 1994 – Batman: Amore folle, di Paul Dini e Bruce Timm (DC)
- 1995 – The Batman Adventures Holiday Special, di Paul Dini, Bruce Timm, Ronnie Del Carmen e altri (DC)
- 1996 – Kurt Busiek's Astro City n. 4: "Safeguards", di Kurt Busiek e Brent Anderson (Jukebox Productions/Image)
- 1997 – Kurt Busiek's Astro City, seconda serie, n. 1: "Welcome to Astro City,", di Kurt Busiek, Brent Anderson e Will Blyberg (Jukebox Productions/Homage)
- 1998 – Kurt Busiek's Astro City, vol. 2[3], n. 10: "Show 'Em All,", di Kurt Busiek, Brent Anderson e Will Blyberg (Jukebox Productions/Homage)
- 1999 – Hitman n. 34: "Of Thee I Sing", di Garth Ennis, John McCrea e Garry Leach (DC)
- 2000 – Tom Strong n. 1: "How Tom Strong Got Started", di Alan Moore, Chris Sprouse e Al Gordon (ABC)
- 2001 – Promethea n. 10: "Sex, Stars, and Serpents", di Alan Moore, J. H. Williams III e Mick Gray (ABC)
- 2002 – Eightball n. 22, di Daniel Clowes (Fantagraphics)
- 2003 – The Stuff of Dreams, di Kim Deitch (Fantagraphics)
- 2004 – Conan The Legend n. 0, di Kurt Busiek e Cary Nord (Dark Horse) e The Goon n. 1, di Eric Powell (Dark Horse) – pari merito
- 2005 – Eightball n. 23: The Death Ray, di Dan Clowes (Fantagraphics)[4]
- 2006 – Solo n. 5 di Darwyn Cooke (DC)[5]
- 2007 – Batman/The Spirit n. 1: Crime Convention, di Jeph Loeb e Darwyn Cooke (DC)[6]
- 2008 – Justice League of America n. 11: "Walls", di Brad Meltzer e Gene Ha (DC)[7]
- 2009 – Non assegnato[8]
- 2010 – Capitan America n. 601: Red, white, and Blue – Blood di Ed Brubaker e Gene Colan[9][10]
- 2011 – Hellboy: Double Feature of Evil di Mike Mignola e Richard Corben (Dark Horse)[10]
- 2012 – Daredevil n. 7 di Mark Waid, Paolo Rivera e Joe Rivera (Marvel Comics)[10]
- 2013 – The Mire, di Becky Cloonan[10]
- 2014 – Occhio di Falco n. 11: Pizza Is My Business, di Matt Fraction e David Aja (Marvel)[10]
- 2015 – Beasts of Burden: Hunters and Gatherers, di Evan Dorkan e Jill Thompson (Dark Horse)[10]
- 2016 – Silver Surfer n. 11: "Never After", di Dan Slott e Michael Allred (Marvel)[10]
- 2017 – Beasts of Burden: What the Cat Dragged In, di Evan Dorkin, Sarah Dyer e Jill Thompson (Dark Horse)[10]
- 2018 – Hellboy: Krampusnacht, di Mike Mignola e Adam Hughes (Dark Horse)[10]
- 2019 – Peter Parker: The Spectacular Spider-Man n. 310, di Chip Zdarsky (Marvel)[10]
- 2020 – Our Favorite Thing Is My Favorite Thing Is Monsters, di Emil Ferris (Fantagraphics Books)[10]
- 2021 – Sports is Hell, di Ben Passmore (Koyama Press)
- 2022 – Wonder Woman Historia: The Amazons, di Kelly Sue DeConnick e Phil Jimenez (DC Comics)
- 2023 – Batman: One Bad Day: The Riddler, di Tom King e Mitch Gerads (DC Comics)

## Miglior storia breve
- 1993 – Two Cities, in Xenozoic Tales n. 12 di Mark Schultz (Kitchen Sink)
- 1994 – The Amazing Colossal Homer, in Simpsons n. 1 (Bongo)
- 1995 – The Babe Wore Red, di Frank Miller, in Sin City: The Babe Wore Red and Other Stories (Dark Horse/Legend)
- 1996 – The Eltingville Comic-Book, Science-Fiction, Fantasy, Horror, and Role-Playing Club in Bring Me the Head of Boba Fett di Evan Dorkin, in Instant Piano n. 3 (Dark Horse)
- 1997 – Eroi, di Archie Goodwin e Gary Gianni, in Batman: Black & White n. 4 (DC)
- 1998 – The Eltingville Comic Book, Science-Fiction, Fantasy, Horror and Role-Playing Club In: The Marathon Men, Evan Dorkin, in Dork! n. 4 (Slave Labor)
- 1999 – Devil's Advocate, di Matt Wagner e Tim Sale, in Grendel: Black, White, and Red n. 1 (Dark Horse)
- 2000 – Letitia Lerner, Superman's Babysitter, di Elizabeth Glass e Kyle Baker, in Elseworlds 80-Page Giant (DC)
- 2001 – The Gorilla Suit, di Sergio Aragonés, in Streetwise (TwoMorrows)
- 2002 – The Eltingville Club in 'The Intervention', di Evan Dorkin, in Dork! n. 9 (Slave Labor)
- 2003 – The Magician and the Snake, di Katie Mignola e Mike Mignola, in Dark Horse Maverick: Happy Endings (Dark Horse)
- 2004 – Death, di Neil Gaiman e P. Craig Russell, in The Sandman: Endless Nights (Vertigo/DC)
- 2005 – Unfamiliar, di Evan Dorkin e Jill Thompson, in The Dark Horse Book of Witchcraft (Dark Horse Books)[4]
- 2006 – Teenage Sidekick di Paul Pope, in Solo n. 3 (DC)[5]
- 2007 – A Frog's Eye View, di Bill Willingham e James Jean, in Fables: 1001 – Nights of Snowfall (Vertigo/DC)[6]
- 2008 – Mr. Wonderful, di Daniel Clowes, pubblicata a puntate dal New York Times Sunday Magazine[7]
- 2009 – Murder He Wrote, di Ian Boothby, Nina Matsumoto e Andrew Pepoy, in The Simpsons' Treehouse of Horror n. 14 (Bongo Comics)[8]
- 2010 – Urgent Request di Gene Luen Yang e Derek Kirk Kim, in The Eternal Smile (First Second)[9][10]
- 2011 – Post Mortem di Greg Rucka e Michael Lark, in I Am an Avenger (Marvel)[10]
- 2012 – The Seventh di Darwyn Cooke, in Richard Stark's Parker: The Martini Edition (IDW)[10]
- 2014 – Untitled di Gilbert Hernandez, Love and Rockets: New Stories n. 6 (Fantagraphics)[10]
- 2015 – Beasts of Burden: Hunters and Gatheres di Evan Dorkin e Jill Thompson (Dark Horse)[10]
- 2016 – Killing and Dying, di Adrian Tomine, in Optic Nerve n. 14 (Drawn & Quarterly)[10]
- 2017 – Good Boy, di Tom King e David Finch, in Batman Annual n. 1 (DC)[10]
- 2018 – A Life in Comics: The Graphic Adventures of Karen Green, di Nick Sousanis, in Columbia Magazine (Summer 2017)[10]
- 2019 – The Talk of the Saints, di Tom King e Jason Fabok, in Swamp Thing Winter Special (DC)[10]
- 2020 – Hot Comb, di Ebony Flowers, in Hot Comb (Drawn & Quarterly)[10]
- 2021 – When the Menopausal Carnival Comes to Town, di Mimi Pond, in Menopause: A Comic Treatment (Graphic Medicine/Pennsylvania State University Press)
- 2022 – Funeral in Foam, di Casey Gilly e Raina Telgemeier, in You Died: An Anthology of the Afterlife (Iron Circus)
- 2023 – Finding Batman, di Kevin Conroy e J. Bone in DC Pride 2022 (DC)

## Miglior storia a puntate
- 1993 – From Hell, di Alan Moore e Eddie Campbell in Taboo (SpiderBaby Graphix/Tundra)
- 1994 – The Great Cow Race, Bone, di Jeff Smith (Cartoon Books)
- 1995 – Saga di Paperon de Paperoni, di Don Rosa, Uncle Scrooge n. 285-296 (Gladstone)
- 1996 – Strangers in Paradise nn. 1-8, di Terry Moore (Abstract Studios)
- 1997 – Starman nn. 20-23: "Sand and Stars", di James Robinson, Tony Harris, Guy Davis, e Wade von Grawbadger (DC)
- 1998 – Kurt Busiek's Astro City, vol. 2[3] nn. 4-9: Confession, di Kurt Busiek, Brent Anderson, e Will Blyberg (Jukebox Productions/Homage)
- 1999 – Usagi Yojimbo nn. 13-22: "Grasscutter", di Stan Sakai (Dark Horse)
- 2000 – Tom Strong nn. 4-7, di Alan Moore, Chris Sprouse, Al Gordon, e disegnatori ospiti (ABC)
- 2001 – 100 Bullets nn. 15-18: "Hang Up on the Hang Low", di Brian Azzarello e Eduardo Risso (DC/Vertigo)
- 2002 – The Amazing Spider-Man nn. 30-35: "Coming Home", di J. Michael Straczynski, John Romita, Jr., e Scott Hanna (Marvel)
- 2003 – Fables nn. 1-5: "Legends in Exile", di Bill Willingham, Lan Medina, e Steve Leialoha (DC/Vertigo)
- 2004 – Gotham Central nn. 6–10: Una vita a metà, di Greg Rucka e Michael Lark (DC)
- 2005 – Fables nn. 19-27: "March of the Wooden Soldiers", di Bill Willingham, Mark Buckingham e Steve Leialoha (Vertigo/DC)[4]
- 2006 – Fables nn. 36-38, 40-41: "Return to the Homelands", di Bill Willingham, Mark Buckingham e Steve Leialoha (Vertigo/DC)[5]
- 2007 – All Star Superman di Grant Morrison e Frank Quitely (Dc)[6]
- 2008 – Y - L'ultimo uomo, di Brian K. Vaughan, Pia Guerra, e Jose Marzan, Jr. (Vertigo/DC)[7]
- 2009 – All Star Superman, di Grant Morrison e Frank Quitely (Dc)[8]
- 2010 – The Walking Dead, di Robert Kirkman di Charles Adland[9][10]
- 2011 – Chew, di John Layman e Rob Guillory (Image)[10]
- 2012 – Daredevil, di Mark Waid, Marcos Martin, Paolo Rivera e Joe Rivera[10]
- 2013 – Saga, di Brian K. Vaughan e Fiona Staples[10]
- 2014 – Saga, di Brian K. Vaughan e Fiona Staples[10]
- 2015 – Saga, di Brian K. Vaughan e Fiona Staples[10]
- 2016 – Southern Bastards, di Jason Aaron e Jason Latour (Image)[10]
- 2017 – Saga, di Brian K. Vaughan e Fiona Staples (Image)[10]
- 2018 – Monstress, di Marjorie Liu e Sana Takeda (Image)[10]
- 2019 – Giant Days, di John Allison, Max Sarin e Julia Madrigal (BOOM! Box)
- 2020 – Bitter Root, di David Walker, Chuck Brown e Sanford Greene (Image)
- 2021 – Usagi Yojimbo, di Stan Sakai (IDW)
- 2022 a pari titolo:
  - Bitter Root, di David F. Walker, Chuck Brown e Sanford Greene (Image);
  - Something Is Killing the Children, di James Tynion IV e Werther Dell'Edera (BOOM! Studios)
- 2023 – Nightwing, di Tom Taylor e Bruno Redondo (DC)

## Miglior serie in bianco e nero
- 1988 – Concrete, di Paul Chadwick (Dark Horse)
- 1989 – Concrete, di Paul Chadwick (Dark Horse)
- 1991 – Xenozoic Tales, di Mark Schultz (Kitchen Sink)
- 1992 – TK
- 1993 – Real Stuff, di Dennis Eichhorn (Fantagraphics)
- 1994 – Real Stuff, di Dennis Eichhorn (Fantagraphics)

## Miglior serie regolare
- 1988 – Concrete, di Paul Chadwick (Dark Horse)
- 1989 – Concrete, di Paul Chadwick (Dark Horse)
- 1991 – Sandman, di Neil Gaiman e artisti vari (DC Comics)
- 1992 – Sandman, di Neil Gaiman e artisti vari (DC Comics)
- 1993 – Sandman, di Neil Gaiman e artisti vari (DC Comics)
- 1994 – Bone, di Jeff Smith (Cartoon Books)
- 1995 – Bone, di Jeff Smith (Cartoon Books)
- 1996 – Acme Novelty Library, di Chris Ware (Fantagraphics)
- 1997 – Kurt Busiek's Astro City, Kurt Busiek, Brent Anderson, e Will Blyberg (Jukebox Productions/Homage)
- 1998 – Kurt Busiek's Astro City, Kurt Busiek, Brent Anderson, e Will Blyberg (Jukebox Productions/Homage)
- 1999 – Preacher, di Garth Ennis e Steve Dillon (DC/Vertigo)
- 2000 – Acme Novelty Library, di Chris Ware (Fantagraphics)
- 2001 – Top 10, di Alan Moore, Gene Ha, e Zander Cannon (ABC)
- 2002 – 100 Bullets, di Brian Azzarello e Eduardo Risso (DC/Vertigo)
- 2003 – Daredevil, di Brian Michael Bendis e Alex Maleev (Marvel Comics)
- 2004 – 100 Bullets, di Brian Azzarello ed Eduardo Risso (Vertigo/DC)
- 2005 – The Goon, di Eric Powell (Dark Horse)[4]
- 2006 – Astonishing X-Men, di Joss Whedon e John Cassaday (Marvel Comics)[5]
- 2007 – All Star Superman, di Grant Morrison e Frank Quitely (DC Comics)[6]
- 2008 – Y - L'ultimo uomo, di Brian K. Vaughan, Pia Guerra e Jose Marzan Jr. (Vertigo/DC)[7]
- 2009 – All Star Superman, di Grant Morrison e Frank Quitely (DC Comics)[8]
- 2010 – The Walking Dead, di Robert Kirkman e Charles Adlard (Image)[9][10]
- 2011 – Chew, di John Layman e Rob Guillory (Image)[10]
- 2012 – Daredevil, di Mark Waid, Marcos Martin, Paolo Rivera e Joe Rivera (Marvel Comics)[10]
- 2013 – Saga, di Brian K. Vaughan e Fiona Staples (Image)[10]
- 2014 – Saga, di Brian K. Vaughan e Fiona Staples (Image)[10]
- 2015 – Saga, di Brian K. Vaughan e Fiona Staples (Image)[10]
- 2016 – Southern Bastards, di Jason Aaron e Jason Latour (Image)[10]
- 2017 – Saga, di Brian K. Vaughan e Fiona Staples (Image)[10]
- 2018 – Monstress, di Marjorie Liu e Sana Takeda (Image)[10]
- 2019 – Giant Days, di John Allison, Max Sarin e Julaa Madrigal (BOOM! Box)[10]
- 2020 – Bitter Root, di David Walker, Chuck Brown e Sanford Greene (Image)[10]

## Miglior miniserie
- 1988 – Watchmen, di Alan Moore e Dave Gibbons (DC Comics)
- 1989 – Silver Surfer, di Stan Lee e Jean "Moebius" Giraud (Marvel)
- 1991 – Give Me Liberty, di Frank Miller e Dave Gibbons (Dark Horse)
- 1992 – Concrete: Fragile Creature, di Paul Chadwick (Dark Horse)
- 1993 – Grendel: War Child, di Matt Wagner e Patrick McEown (Dark Horse)
- 1994 – Marvels, di Kurt Busiek e Alex Ross (Marvel)
- 1995 – Sin City: A Dame to Kill For, di Frank Miller (Dark Horse/Legend)
- 1996 – Sin City: The Big Fat Kill, di Frank Miller (Dark Horse/Legend)
- 1997 – Kingdom Come, Mark Waid e Alex Ross (DC Comics)
- 1998 – Batman: Il lungo Halloween, Jeph Loeb e Tim Sale (DC Comics)
- 1999 – 300, di Frank Miller e Lynn Varley (Dark Horse)
- 2000 – Whiteout: Melt, di Greg Rucka e Steve Lieber (Oni)
- 2001 – Der Ring des Nibelungen (The Ring of the Nibelung), di P. Craig Russell con Patrick Mason (Dark Horse/Maverick)
- 2002 – Hellboy: Il verme conquistatore, di Mike Mignola (Dark Horse/Maverick)
- 2003 – La Lega degli Straordinari Gentlemen, vol. 2, di Alan Moore e Kevin O'Neill (ABC)
- 2004 – Fantastici Quattro: Molecole instabili, di James Sturm e Guy Davis (Marvel)
- 2005 – DC: La nuova frontiera, di Darwyn Cooke (DC Comics)[4]
- 2006 – Seven Soldiers, di Grant Morrison e artisti vari (DC Comics)[5]
- 2007 – Batman: Anno 100, di Paul Pope (DC Comics)[6]
- 2008 – The Umbrella Academy, di Gerard Way e Gabriel Bá (Dark Horse)[7]
- 2009 – Hellboy: The Crooked Man, di Mike Mignola e Richard Corben (Dark Horse)[8]

## Miglior serie limitata o arco narrativo
- 2010 – The Wonderful Wizard of Oz, di Eric Shanower e Skottie Young (Marvel)[9][10]
- 2011 – Daytripper, di Fábio Moon e Gabriel Bá (Vertigo/DC)[10]
- 2012 – Criminal: The Last of the Innocent, di Ed Brubaker e Sean Phillips (Marvel Icon)[10]
- 2013 – Non assegnato[10]
- 2014 – The Wake, di Scott Snyder e Sean Murphy (Vertigo Dc)[10]
- 2015 – Little Nemo return To Slumberland, di Eric Shannover Gabriel Rodríguez[10]
- 2016 – The Fade Out, di Ed Brubaker e Sean Phillips (Image)[10]
- 2017 – The Vision, di Tom King e Gabriel Walta (Marvel)[10]
- 2018 – Black Panther: World of Wakanda, di Roxane Gay, Ta-Nehisi Coates, e Alitha E. Martinez (Marvel)[10]
- 2019 – Mister Miracle, di Tom King e Mitch Gerads (DC)[10]
- 2020 – Little Bird, di Darcy Van Poelgeest e Ian Bertram (Image)[10]
- 2021 – Superman's Pal Jimmy Olsen, by Matt Fraction and Steve Lieber (DC)
- 2022 – The Good Asian, by Pornsak Pichetshote and Alexandre Tefenkgi (Image)
- 2023 – The Human Target, by Tom King and Greg Smallwood (DC)
- 2024 – PeePee PooPoo, by Caroline Cash (Silver Sprocket)

## Miglior nuova serie
- 1988 – Concrete, di Paul Chadwick (Dark Horse)
- 1989 – Kings In Disguise, di James Vance e Dan Burr (Kitchen Sink)
- 1995 – Too Much Coffee Man, di Shannon Wheeler (Adhesive)
- 1996 – Kurt Busiek's Astro City, di Kurt Busiek e Brent Anderson (Jukebox Productions/Image)
- 1997 – Leave It to Chance, James Robinson e Paul Smith (Homage)
- 1998 – Castle Waiting, Linda Medley (Olio)
- 1999 – Inhumans, di Paul Jenkins e Jae Lee (Marvel)
- 2000 – Top 10, di Alan Moore, Gene Ha, e Zander Cannon (ABC)
- 2001 – Powers, di Brian Michael Bendis e Michael Avon Oeming (Image)
- 2002 – Queen & Country, di Greg Rucka e Steve Rolston (Oni)
- 2003 – Fables, di Bill Willingham, Lan Medina, Mark Buckingham, e Steve Leialoha (DC/Vertigo)
- 2004 – Plastic Man, di Kyle Baker (DC)
- 2005 – Ex Machina, di Brian K. Vaughan, Tony Harris, e Tom Fesiter (WildStorm/DC)[4]
- 2006 – All Star Superman, di Grant Morrison e Frank Quitely (DC)[5]
- 2007 – Criminal, di Ed Brubaker e Sean Phillips (Marvel Icon)[6]
- 2008 – Buffy l'ammazzavampiri - Ottava stagione di Joss Whedon, Brian K. Vaughan, Georges Jeanty e Andy Owens (Dark Horse)[7]
- 2009 – Invincible Iron Man, di Matt Fraction e Salvador Larroca (Marvel)[8]
- 2010 – Chew, di John Layman e Rob Guillory (Image)[9][10]
- 2011 – American Vampire, di Scott Snyder, Stephen King, e Rafael Albuquerque (Vertigo/DC)[10]
- 2012 – Non assegnato[10]
- 2013 – Saga, di Brian K. Vaughan e Fiona Staples[10]
- 2014 – Sex Criminals, di Matt Fraction e Chip Zdarsky (Image)[10]
- 2015 – Lumberjanes, di Shannon Watters, Grace Ellis, Noelle Stevenson & Brooke A. Allen (Boom!Box)[10]
- 2016 – Paper Girls, di Brian K. Vaughan e Cliff Chiang (Image)[10]
- 2017 – Black Hammer, di Jeff Lemire e Dean Ormston (Dark Horse)[10]
- 2018 – Black Bolt, di Saladin Ahmed e Christian Ward (Marvel)[10]
- 2019 – Gideon Falls, di Jeff Lemire e Andrea Sorrentino (Image)[10]
- 2020 – Invisible Kingdom, di G. Willow Wilson e Christian Ward (Berger Books/Dark Horse)[10]

## Miglior albo per ragazzi
- 1996 – The Batman and Robin Adventures, di Paul Dini, Ty Templeton, e Rick Burchett (DC)
- 1997 – Leave It to Chance, di James Robinson e Paul Smith (Homage)
- 1998 – Batman & Robin Adventures, di Ty Templeton, Brandon Kruse, Rick Burchett, e altri (DC)
- 1999 – Batman: The Gotham Adventures, di Ty Templeton, Rick Burchett, e Terry Beatty (DC)
- 2000 – Simpsons Comics, di vari artisti (Bongo)
- 2001 – Scary Godmother: The Boo Flu, di Jill Thompson (Sirius)
- 2002 – Herobear and the Kid, di Mike Kunkel (Astonish)
- 2003 – Herobear and the Kid, di Mike Kunkel (Astonish)
- 2004 – Walt Disney's Zio Paperone, di vari (Gemstone)
- 2005 – Plastic Man, di Kyle Baker e Scott Morse (DC)[4]
- 2006 – Owly: Flying Lessons, di Andy Runton (Top Shelf)[5]
- 2007 – Gumby, di Bob Burden e Rick Geary (Wildcard)[6]
- 2008 – Mouse Guard : Fall 1152 – e Mouse guard : Winter 1152, di David Petersen (Archaia)[7]
- 2009 – Tiny Titans, di Art Baltazar e Franco (Dc)[8]
- 2010 – Il meraviglioso mago di Oz, di L. Frank Baum, Eric Shanower e Skottie Young (Marvel)[9][10]
- 2011 – Tiny Titans, di Art Baltazat e Franco (Dc)[10]

## Miglior pubblicazione per bambini (fino a 8 anni)
- 2012 – Dragon Puncher Island, di James Kochalka (Top Shelf)[10]
- 2013 – Early readers babymouse forse President, di Jennifer L. Holm e Matthew Holm (Random House)[10]
- 2014 – Itty Bitty hellboy di Art Baltazar e Franco (Dark Horse)[10]
- 2015 – The zoo box di Ariel Cohn & Aron Nels Steinke (First Second)[10]
- 2016 – Little Robot, di Ben Hatke (First Second)[10]
- 2017 – Narwhal: Unicorn of the Sea, di Ben Clanton (Tundra)[10]
- 2018 – Good Night, Planet, di Liniers (Toon Books)[10]
- 2019 – Johnny Boo and the Ice Cream Computer, di James Kochalka (Top Shelf/IDW)[10]
- 2020 – Comics: Easy as ABC, di Ivan Brunetti (TOON)[10]

## Miglior pubblicazione per ragazzi (9-12 anni)
- 2012 – Snarked, di Roger Langridge (kaboom!)[10]
- 2013 – Adventure time, di Ryan North Braden e Shelli Paroline (Kaboom!)[10]
- 2014 – The Adventures of superhero Girl, di Faith Erin Kicks (Dark Horse)[10]
- 2015 – El deafo, di Cece Bell (Amulet/Abraims)[10]
- 2016 – Over the Garden Wall, di Pat McHale, Amalia Levari, e Jim Campbell (BOOM! Studios/KaBOOM!)[10]
- 2017 – Ghosts, di Raina Telgemeier (Scholastic)[10]
- 2018 – The Tea Dragon Society, di Katie O’Neill (Oni)[10]
- 2019 – The Divided Earth, di Faith Erin Hicks (First Second)[10]
- 2020 – Guts, di Raina Telgemeier (Scholastic Graphix)[10]

## Miglior pubblicazione per adolescenti (13-17)
- 2008 – Laika, di Nick Abadzis (First Second)[7]
- 2009 – Coraline, di Neil Gaiman, adattamento di P. Craig Russell (HarperCollins Children's Books)[8]
- 2010 – Beasts of Burden, di Evan Dorkin e Jill Thompson (Dark Horse)[9][10]
- 2011 – Smile, di Raina Telgemeier (Scholastic Graphix)[10]
- 2012 – Anya's ghost di Vera Brosgol (First Second)[10]
- 2013 – A wrinkle in time, di Madeleine L'Engle, adattato da Hope Larson (Fxg)[10]
- 2014 – Battling boy, di Paul Pope (First Second)[10]
- 2015 – Anya's ghost, di Vera Brosgol (First Second)[10]
- 2016 – SuperMutant Magic Academy, di Jillian Tamaki (Drawn & Quarterly)[10]
- 2017 – The Unbeatable Squirrel Girl, di Ryan North ed Erica Henderson (Marvel)[10]
- 2018 – Monstress, di Marjorie Liu e Sana Takeda (Image)[10]
- 2019 – The Prince and the Dressmaker, di Jen Wang (First Second)[10]
- 2020 – Laura Dean Keeps Breaking Up with Me, di Mariko Tamaki e Rosemary Valero-O’Connell (First Second Books/Macmillan)[10]

## Miglior antologia
- 1992 – Dark Horse Presents, di Randy Stradley (Dark Horse)
- 1993 – Taboo, di Steve Bissette (SpiderBaby Graphix/Tundra)
- 1994 – Dark Horse Presents, di Randy Stradley (Dark Horse)
- 1995 – The Big Book of Urban Legends, di Andy Helfer (Paradox Press)
- 1996 – The Big Book of Conspiracies, di Bronwyn Taggart (Paradox Press)
- 1997 – Batman: Black and White, di AA VV, cura editoriale di Mark Chiarello e Scott Peterson (DC)
- 1998 – Hellboy Christmas Special, di Scott Allie (Dark Horse)
- 1999 – Grendel: Black, White, and Red, di Matt Wagner, cura editoriale di Diana Schutz (Dark Horse)
- 2000 – Tomorrow Stories, di Alan Moore, Rick Veitch, Kevin Nowlan, Melinda Gebbie e Jim Baikie (ABC)
- 2001 – Drawn & Quarterly, terza serie, di Chris Oliveros (Drawn & Quarterly)
- 2002 – Bizarro Comics, di AA VV, cura editoriale di Joey Cavalieri (DC)
- 2003 – SPX 2002 – (CBLDF)
- 2004 – The Sandman: Endless Nights, di Neil Gaiman, Dave McKean, P. Craig Russell, Miguelanxo Prado, Barron Storey, Frank Quitely, Glenn Fabry, Milo Manara, e Bill Sienkiewicz; cura editoriale di Karen Berger e Shelly Bond (Vertigo/DC)
- 2005 – Michael Chabon Presents The Amazing Adventures of the Escapist, di Michael Chabon; cura editoriale di Diana Schutz e David Land (Dark Horse)[4]
- 2006 – Solo, di AA VV, cura editoriale di Mark Chiarello (DC)[5]
- 2007 – Fables: 1001 – Nights of Snowfall, di Bill Willingham e autori vari (Vertigo/DC)[6]
- 2008 – 5, di Gabriel Bá, Becky Cloonan, Fabio Moon, Vasilis Lolos e Rafael Grampá(auto-produzione)[7]
- 2009 – Comic Book Tattoo: Narrative Art Inspired by the Lyrics and Music of Tori Amos, compilata da Rantz Hoseley (Image)[8]
- 2010 – Popgun Volume 3, compilata da Mark Andrew Smith, DJ Kirkbride, e Joe Keatinge (Image)[9][10]
- 2011 – Mouse Guard: Legends of the Guard, compilata da Paul Morrissey e David Petersen (Archaia)[10]
- 2012 – Dark Horse Presents, compilata da Mike Richardson (Dark Horse)[10]
- 2013 – Dark horse presents compilata da Mike Richardson (Dark Horse)[10]
- 2014 – Dark Horse presents compilata da Mike Richardson (Dark Horse)[10]
- 2015 – Little Nemo: Dream another dream Josh O'Neill Andrew Carl & Chris Stevens[10]
- 2016 – Drawn & Quarterly, Twenty-Five Years of Contemporary, Cartooning, Comics, and Graphic Novels, a cura di Tom Devlin (Drawn & Quarterly)[10]
- 2017 – Love is Love, a cura di Marc Andreyko (IDW/DC)[10]
- 2018 – Elements: Fire – A Comic Anthology by Creators of Color!, a cura di Taneka Stotts (Beyond Press)[10]
- 2019 – Puerto Rico Strong, curata da Marco Lopez, Desiree Rodriguez, Hazel Newlevant, Derek Ruiz e Neil Schwartz (Lion Forge)[10]
- 2020 – Drawing Power: Women’s Stories of Sexual Violence, Harassment, and Survival, curata da Diane Noomin (Abrams)[10]

## Miglior fumetto digitale/webcomic
- 2005 – Mom's Cancer di Brian Fies[4]
- 2006 – PvP di Scott Kurtz[5]
- 2007 – Sam & Max: The Big Sleep di Steve Purcell[6]
- 2008 – Sugarshock!, di Joss Whedon e Fabio Moon[7]
- 2009 – Finder, di Carla Speed McNeil, ShadowlineComics.com[8]
- 2010 – Sin Titulo, di Cameron Stewart, SinTituloComic.com[9][10]
- 2011 – The Abominable Charles Christopher, di Karl Kerschl[10]
- 2012 – Battlepug, di Mike Norton[10]
- 2013 – Beeter, di Paul Tobin e Colleen Cover (Monkeybrain)[10]
- 2014 – The Oatmel, di Matthew Inman[10]
- 2015 – The private Eye, di Brian Vaughan & Marcos Martin[10]
- 2016 – Bandette, di Paul Tobin e Colleen Coover (Monkeybrain/ comicXology)[10]

## Miglior fumetto digitale
- 2017 – Bandette, di Paul Tobin e Colleen Coover[10]
- 2018 – Harvey Kurtzman's Marley's Ghost, di Harvey Kurtzman, Josh O'Neill, Shannon Wheeler, Gideo Kendall (comiXology Originals/Kitchen, Lind & Associates)[10]
- 2019 – Umami, di Ken Niimura (Panel Syndicate)[10]
- 2020 – Afterlift, di Chip Zdarsky e Jason Loo (comiXology Originals)[10]

## Miglior fumetto webcomic
- 2017 – Bird Boy, di Anne Szabla (bird-boy.com)[10]
- 2018 – The Tea Dragon Society, di Katie O’Neill (teadragonsociety.com)[10]
- 2019 – The Contradictions, di Sophie Yanow (thecontradictions.com)[10]
- 2020 – Fried Rice, di Erica Eng (friedricecomic.tumblr.com)[10]

## Miglior opera basata su fatti reali
- 2006 – Nat Turner, di Kyle Baker (Kyle Baker Publishing)[5]
- 2007 – Fun Home, di Alison Bechdel (Houghton Mifflin)[6]
- 2008 – Satchel Paige: Striking Out Jim Crow, di James Sturm e Rich Tommaso (Center for Cartoon Studies/Hyperion)[7]
- 2009 – What It Is, di Lynda Barry (Drawn & Quarterly)[8]
- 2010 – A Drifting Life, di Yoshihiro Tatsumi (Drawn & Quarterly)[9][10]
- 2011 – It Was the War of the Trenches, di Jacques Tardi[10]
- 2012 – Green river killer: A true detective story di Jeff Jensen e Jonathan Case (Dark Horst Book)[10]
- 2013 – Annie Sullivan and the trials of Helen Keller di Joseph Lambert (center for cartoon studies/Disney Hyperion); The Carter Family : Don't forget this song di Frank M. Young e David Lasky (Abram Comicsarts)[10]
- 2014 – The Fifth Beatle: The Brian Epstein Story, di Vivek J. Tiwary, Andrew C. Robinson, e Kyle Baker (M Press/Dark Horse)[10]
- 2015 – Hip Hop Family Tree Vol. 2, di Ed Piskor (Fantagraphics)[10]
- 2016 – March: Book Two, di John Lewis, Andrew Aydin, e Nate Powell (Top Shelf/IDW)[10]
- 2017 – March: Book Three, di John Lewis, Andrew Aydin, e Nate Powell (Top Shelf/IDW)[10]
- 2018 – Spinning, di Tillie Walden (First Second)[10]
- 2019 – Is This Guy For Real? The Unbelievable Andy Kaufman, di Box Brown (First Second)[10]
- 2020 – They Called Us Enemy, di George Takei, Justin Eisinger, Steven Scott e Harmony Becker (Top Shelf Productions)[10]

## Miglior album grafico
- 1988 – Watchmen, di Alan Moore e Dave Gibbons (DC Comics)
- 1989 – Batman: The Killing Joke, di Alan Moore e Brian Bolland (DC Comics)

## Miglior album grafico – inedito
- 1991 – Elektra Lives Again, di Frank Miller e Lynn Varley (Marvel)
- 1992 – Verso la tempesta, di Will Eisner (Kitchen Sink)
- 1993 – Signal to Noise, di Neil Gaiman e Dave McKean (VG Graphics/Dark Horse)
- 1994 – A Small Killing, di Alan Moore e Oscar Zarate (Dark Horse)
- 1995 – Fairy Tales of Oscar Wilde Vol. 2, di P. Craig Russell (NBM)
- 1996 – Stuck Rubber Baby, di Howard Cruse (Paradox Press)
- 1997 – Fax from Sarajevo, di Joe Kubert (Dark Horse Books)
- 1998 – Batman & Superman Adventures: World's Finest, di Paul Dini, Joe Staton, e Terry Beatty (DC)
- 1999 – Superman: Peace on Earth, di Paul Dini e Alex Ross (DC)
- 2000 – Acme Novelty Library numero 13, di Chris Ware (Fantagraphics)
- 2001 – Safe Area Gorazde, di Joe Sacco (Fantagraphics)
- 2002 – Le regole del gioco, di Will Eisner (DC)
- 2003 – One! Hundred! Demons!, di Lynda Barry (Sasquatch Books)
- 2004 – Blankets, di Craig Thompson (Top Shelf)
- 2005 – The Originals, di Dave Gibbons (Vertigo/DC)[4]
- 2006 – Top Ten: The Forty-Niners, di Alan Moore e Gene Ha (ABC)[5]
- 2007 – American Born Chinese, di Gene Luen Yang (First Second)[6]
- 2008 – Exit Wounds, di Rutu Modan (Drawn & Quarterly)[7]
- 2009 – Swallow Me Whole, di Nate Powell (Top Shelf)[8]
- 2010 – Asterios Polyp, di David Mazzucchelli (Pantheon)[9][10]
- 2011 – (a pari merito)[10]
  - Return of the Dapper Men, di Jim McCann e Janet Lee (Archaia)
  - Wilson, di Daniel Clowes (Drawn & Quarterly)
- 2012 – Jim Henson's Tale of Sand, adattato da Ramón K. Pérez (Archaia)[10]
- 2013 – Buildings stories, di Chris Ware (Pantheon)[10]
- 2014 – The Property, di Rutu Modan (Drawn & Quarterly)[10]
- 2015 – This one Summer, di Mariko Tamaki & Jillian Tamaki (First Second)[10]
- 2016 – Ruins, di Peter Kuper (SelfMadeHero)[10]
- 2017 – Wonder Woman: The True Amazon, di Jill Thompson (DC Comics)[10]
- 2018 – My Favorite Thing Is Monsters, di Emil Ferris (Fantagraphics)[10]
- 2019 – My Heroes Have Always Been Junkies, di Ed Brubaker e Sean Phillips (Image)[10]
- 2020 – Are You Listening?, di Tillie Walden (First Second Books/Macmillan)[10]

## Miglior album grafico – ristampa
- 1991 – Sandman: The Doll's House, di Neil Gaiman e artisti vari (DC Comics)
- 1992 – Maus II, di Art Spiegelman (Pantheon Books)
- 1993 – Sin City, di Frank Miller (Dark Horse)
- 1994 – Cerebus: Flight, di Dave Sim e Gerhard (Aardvark-Vanaheim)
- 1995 – Hellboy: Il seme della distruzione, di Mike Mignola (Dark Horse)
- 1996 – Il racconto del topo cattivo, di Bryan Talbot (Dark Horse)
- 1997 – Stray Bullets: Innocence of Nihilism, di David Lapham (El Capitan)
- 1998 – Sin City: That Yellow Bastard, diFrank Miller (Dark Horse)
- 1999 – Batman: Il lungo Halloween, di Jeph Loeb e Tim Sale (DC Comics)
- 2000 – From Hell, di Alan Moore e Eddie Campbell (Eddie Campbell Comics)
- 2001 – Jimmy Corrigan, di Chris Ware (Pantheon)
- 2002 – Batman: Dark Victory, di Jeph Loeb e Tim Sale (DC Comics)
- 2003 – Batman: Black and White seconda serie, di Mark Chiarello e Nick J. Napolitano (DC Comics)
- 2004 – Batman Adventures: Dangerous Dames and Demons, di Paul Dini, Bruce Timm, e altri (DC Comics)
- 2005 – Bone One Volume Edition, di Jeff Smith (Cartoon Books)[4]
- 2006 – Black Hole, di Charles Burns (Pantheon)[5]
- 2007 – Absolute DC: La nuova frontiera, di Darwyn Cooke (DC Comics)[6]
- 2008 – Mouse Guard: Fall 1152, di David Petersen (Archaia)[7]
- 2009 – Hellboy Library Edition, voll. 1 e 2, di Mike Mignola (Dark Horse)[8]
- 2010 – Absolute Justice, di Alex Ross, Jim Krueger, e Doug Braithewaite (DC)[9][10]
- 2011 – Wednesday Comics, a cura di Mark Chiarello (DC)[10]
- 2012 – Richard Stark's Parker: The Martini Edition, di Darwyn Cooke (IDW)[10]
- 2013 – King City, di Brandon Graham (Tokyopop/Image)[10]
- 2014 – Rasl, di Jeff Smith (Cartoon Books)[10]
- 2015 – Trough The Woods Emily Carroll (McEldery Books)[10]
- 2016 – Nimona, di Noelle Stevenson (Harper Teen)[10]
- 2017 – Demon, di Jason Shiga (First Second)[10]
- 2018 – Boundless, di Jillian Tamaki (Drawn & Quarterly)[10]
- 2019 – The Vision hardcover, di Tom King, Gabriel Hernandez Walta e Michael Walsh (Marvel)[10]
- 2020 – LaGuardia, di Nnedi Okorafor e Tana Ford (Berger Books/Dark Horse Comics)[10]

## Miglior raccolta – albi
- 1993 – Carl Barks Library (Gladstone)
- 1994 – The Complete Little Nemo in Slumberland, di Winsor McCay (Fantagraphics)
- 1995 – The Christmas Spirit, di Will Eisner (Kitchen Sink)
- 1996 – The Complete Crumb Comics Vol. 11, di Robert Crumb (Fantagraphics)
- 1997 – Tarzan: The Land That Time Forgot and The Pool of Time, di Russ Manning (Dark Horse)
- 1998 – Jack Kirby's New Gods, di Jack Kirby (DC)
- 1999 – Plastic Man Archives vol. 1, di Jack Cole (DC)
- 2000 – Peanuts: A Golden Celebration (HarperCollins)
- 2001 – The Spirit Archives vols. 1 e 2 de Will Eisner (DC)
- 2002 – Akira, di Katsuhiro Ōtomo (Dark Horse)
- 2003 – Krazy & Ignatz, di George Herriman (Fantagraphics)
- 2004 – Krazy and Ignatz, 1929 – 1930, di George Herriman e Bill Blackbeard (Fantagraphics)
- 2005 – The Complete Peanuts, di Gary Groth (Fantagraphics)[4]
- 2006 – Absolute Watchmen, di Alan Moore e Dave Gibbons (DC)[5]
- 2007 – Absolute Sandman, vol. 1, di Neil Gaiman e autori vari (Vertigo/DC)[6]
- 2008 – I Shall Destroy All the Civilized Planets! di Fletcher Hanks (Fantagraphics)[7]
- 2009 – Creepy Archives, di autori vari (Dark Horse)[8]
- 2010 – The Rocketeer: The Complete Adventures deluxe edition, di Dave Stevens, compilata da Scott Dunbier (IDW)[9][10]
- 2011 – Dave Stevens' The Rocketeer Artist's Edition, compilata da Scott Dunbier (IDW)[10]
- 2012 – Walt Simonson's The Mighty Thor Artist's Edition (IDW)[10]
- 2013 – David Mazzucchelli's Daredevil Born again: artist's edition edito da Scott Dunber (Idw)[10]
- 2014 – Will eisner's The spirit artist's edition edito da Scott Dunbier (Idw)[10]
- 2015 – Steranko's Nick Fury: Agent of S.H.I.E.L.D. artist's edition di Scott Dunbier (Idw)[10]
- 2016 – Walt Kelly's Fairy Tales, a cura di Craig Yoe (IDW)[10]
- 2017 – The Complete Wimmen's Comix, a cura di Trina Robbins, Gary Groth, e J. Michael Catron (Fantagraphics)[10]
- 2018 – Akira 35th Anniversary Edition, by Katsuhiro Otomo, a cura di Haruko Hashimoto, Ajani Oloye e Lauren Scanlan (Kōdansha)[10]
- 2019 – Bill Sienkiewicz’s Mutants and Moon Knights… And Assassins… Artifact Edition, curata da Scott Dunbier (IDW)[10]
- 2020 – Stan Sakai’s Usagi Yojimbo: The Complete Grasscutter Artist Select, di Stan Sakai, curata da Scott Dunbier (IDW)[10]

## Miglior raccolta – strisce
- 1992 – Calvin & Hobbes: The Revenge of the Baby-Sat, di Bill Watterson (Andrews and McMeel)
- 1993 – Calvin & Hobbes: Attack of the Deranged Mutant Killer Monster Snow Goons, di Bill Watterson (Andrews and McMeel)
- 2006 – The Complete Calvin & Hobbes, di Bill Watterson (Andrews McMeel)[5]
- 2007 – The Complete Peanuts, 1959-1960, 1961-1962, di Charles Schulz (Fantagraphics)[6]
- 2008 – Terry e i pirati, vol. 1, di Milton Caniff (IDW)[7]
- 2009 – Little Nemo in Slumberland, Many More Splendid Sundays, di Winsor McCay (Sunday Press)[8]
- 2010 – Bloom County: The Complete Library, di Berkeley Breathed, a cura di Scott Dunbier (IDW)[9][10]
- 2011 – Archie: Complete Daily Newspaper Comics, di Bob Montana, a cura di Greg Goldstein (IDW)[10]
- 2012 – Walt Disney's Mickey Mouse vol. 1-2, di Floyd Gottfredson, a cura di David Gerstein e Gary Groth (Fantagraphics)[10]
- 2013 – Pogo vol. 2: Bona Fide Balderdash di Walt Kelly edito da Carolyn Kelly e Jim Thompson[10]
- 2014 – Tarzan: The complete russ manning newspaper strips (vol. 1) edito da Dean Mullaney (Loac/Idw)[10]
- 2015 – Winsor McCay's complete Little Nemo edito da Alexander Braun (Taschen)[10]
- 2016 – The Eternaut, di Héctor Germán Oesterheld e Francisco Solano Lòpez, a cura di Gary Groth e Kristy Valenti (Fantagraphics)[10]
- 2017 – Chester Gould's Dick Tracy, Colorful Cases of the 1930s, a cura di Peter Maresca (Sunday Press)[10]
- 2018 – Celebrating Snoopy, di Charles M. Schulz, a cura di Alexis E. Fajardo e Dorothy O'Brien (Andrews McMeel)[10]
- 2019 – Star Wars: Classic Newspaper Strips (vol. 3), di Archie Goodwin e Al Williamson, a cura di Dean Mullaney (Library of American Comics/IDW)[10]
- 2020 – Krazy Kat: The Complete Color Sundays, di George Herriman, curata da Alexander Braun (Taschen)[10]

## Miglior pubblicazione umoristica
- 1992 – Groo the Wanderer, di Mark Evanier e Sergio Aragones (Marvel/Epic)
- 1993 – Bone, di Jeff Smith (Cartoon Press)
- 1994 – Bone, di Jeff Smith (Cartoon Books)
- 1995 – Bone, di Jeff Smith (Cartoon Books)
- 1996 – Milk & Cheese n. 666, di Evan Dorkin (Slave Labor)
- 1997 – Sergio Aragones Destroys DC (DC) e Sergio Aragones Massacres Marvel (Marvel), di Mark Evanier e Sergio Aragones
- 1998 – Gon Swimmin', di Masahi Tanaka (Paradox Press)
- 1999 – Sergio Aragones Groo, di Sergio Aragones e Mark Evanier (Dark Horse)
- 2000 – Bart Simpson's Treehouse of Horror, diJill Thompson/Oscar Gonzalez Loyo/Steve Steere Jr., Scott Shaw!/Sergio Aragones, e Doug TenNapel (Bongo)
- 2001 – Sock Monkey, terza serie, di Tony Millionaire (Dark Horse/Maverick)
- 2002 – Radioactive Man, di Batton Lash, Abel Laxamana, Dan De Carlo, Mike DeCarlo, e Bob Smith (Bongo)
- 2003 – Lo stupefacente Testa a vite (The Amazing Screw-On Head), di Mike Mignola (Dark Horse)
- 2004 – Formerly Known as the Justice League, di Keith Giffen, J.M. DeMatteis, Kevin Maguire e Joe Rubinstein (DC)
- 2005 – The Goon, di Eric Powell[4]
- 2007 – Flaming Carrot Comics, di Bob Burden (Desperado/Image)[6]
- 2008 – Perry Bible Fellowship: The Trial of Colonel Sweeto and Other Stories, di Nicholas Gurewitch (Dark Horse)[7]
- 2009 – Herbie Archives, di "Shane O'Shea" (Richard E. Hughes) e Ogden Whitney (Dark Horse)[8]
- 2010 – Scott Pilgrim vol. 5: Scott Pilgrim vs. the Universe, di Bryan Lee O'Malley (Oni)[9][10]
- 2011 – I Thought You Would Be Funnier, di Shannon Wheeler (BOOM!)[10]
- 2012 – Milk & Cheese: Dairy Products Gone Bad, di Evan Dorkin (Dark Horse)[10]
- 2013 – Dart Fener e figlio, di Jeffrey Brown[10]
- 2014 – Dart Fener e la sua principessina, di Jeffrey Brown (Chronicle)[10]
- 2015 – The complete cul de sac, di Richard Thompson (Andrews Mcneel)[10]
- 2016 – Step Aside, Pops: A Hark! A Vagrant Collection, di Kate Beaton (Drawn & Quarterly)[10]
- 2017 – Jughead, di Chip Zdarsky, Ryan North, Erica Henderson e Derek Charm (Archie)[10]
- 2018 – Baking with Kafka, di Tom Gauld (Drawn & Quarterly)[10]
- 2019 – Giant Days, di John Allison, Max Sarin e Julia Madrigal (BOOM! Box)[10]
- 2020 – The Way of the Househusband vol. 1, di Kousuke Oono, traduzione di Sheldon Drzka (VIZ Media)[10]

## Miglior adattamento da un'altra opera
- 2010 – Richard Stark's Parker: The Hunter, adattamento di Darwyn Cooke (IDW)[9][10]
- 2011 – The Marvelous Land of Oz, di Frank L. Baum, adattato da Eric Shanower e Skottie Young (Marvel)[10]
- 2013 – Richard stark's Parker: The score adattato da Darwyn Cooke (Idw)[10]
- 2014 – Richard stark's Parker: slayground di Donald Westlake adattato da Darwyn Cooke (Idw)[10]
- 2016 – Two Brothers, di Fábio Moon e Gabriel Bá (Dark Horse)[10]
- 2017 – Non assegnato[10]
- 2018 – Kindred, di Octavia Butler, adattato da Damian Duffy e John Jennings (Abrams ComicArts)[10]
- 2019 – Frankenstein di Mary Shelley, in Frankenstein: Junji Ito Story Collection, adattato da Junji Ito, tradotto da Jocelyne Allen (VIZ Media)[10]
- 2020 – Snow, Glass, Apples, di Neil Gaiman e Colleen Doran (Dark Horse Comics)[10]

## Miglior edizione statunitense di opere straniere
- 1998 – Gon Swimmin' , di Masahi Tanaka (Paradox Press)
- 1999 – Guerre stellari: Una nuova speranza — Manga, di Hisao Tamaki (Dark Horse)
- 2000 – Blade of the Immortal, di Hiroaki Samura (Dark Horse)
- 2001 – Lone Wolf and Cub, di Kazuo Koike e Goseki Kojima (Dark Horse)
- 2002 – Akira, di Katsuhiro Otomo (Dark Horse)
- 2003 – Dr. Jekyll & Mr. Hyde, di Robert Louis Stevenson, adattato da Jerry Kramsky e Lorenzo Mattotti (NBM)
- 2004 – Buddha, vols. 1 e 2, di Osamu Tezuka (Vertical)
- 2005 – Buddha, vols. 3-4 di Osamu Tezuka (Vertical)[4]
- 2006 – The Rabbi's Cat, di Joann Sfar (Pantheon)[5]
- 2007 – The Left Bank Gang, di Jason (Fantagraphics)[6]
- 2008 – I Killed Adolf Hitler, di Jason (Fantagraphics)[7]
- 2009 – The Last Musketeer, di Jason (Fantagraphics)[8]
- 2010 – The Photographer, di Emmanuel Guibert, Didier Lefévre, e Frédéric Lemerier (First Second)[9][10]
- 2011 – C'était la guerre des tranchées, di Jacques Tardi (Casterman, Fantagraphics)[10]
- 2012 – The Manara Library,vol. 1: Indian Summer and Other Stories (Estate indiana e altre storie), di Milo Manara e Hugo Pratt (Dark Horse)[10]
- 2013 – Blacksad: Silent Hell di Juan Diaz Canales e Juanjo Guarnido (Dark horse)[10]
- 2014 – Goddam this War! di Jacques Tardi e Jean-Pierre Verney (Fantagraphics)[10]
- 2015 – Blacksad: Amarillo di Juan Diaz Canales e Juanjo Guarnido (Dark Horse)[10]
- 2016 – The Realist, by Asaf Hanuka (BOOM! Studios/Archaia)[10]
- 2017 – Moebius Library: The World of Edena, di Jean “Moebius” Giraud et al. (Dark Horse)[10]
- 2018 – Run for It: Stories of Slaves Who Fought for the Freedom, di Marcelo D’Salete, tradotto da Andrea Rosenberg (Fantagraphics)[10]
- 2019 – Brazen: Rebel Ladies Who Rocked the World, di Pénélope Bagieu (First Second)[10]
- 2020 – The House, di Paco Roca, tradotto da Andrea Rosenberg (Fantagraphics)[10]

## Miglior edizione statunitense di opere straniere – Giappone
- 2007 – Old Boy, di Garon Tsuchiya e Nobuaki Minegishi (Dark Horse)[6]
- 2008 – Tekkonkinkreet: Black & White, di Taiyō Matsumoto (Viz)[7]
- 2009 – Dororo, di Osamu Tezuka (Vertical)[8]

## Miglior edizione statunitense di opere straniere – Asia
- 2010 – A Drifting Life, di Yoshihiro Tatsumi (Drawn & Quarterly)[9][10]
- 2011 – 20th Century Boys, di Naoki Urasawa (Shogakukan, VIZ Media)[10]
- 2012 – Onward Towards Our Noble Deaths, di Shigeru Mizuki (Drawn & Quarterly)[10]
- 2013 – 20th Century Boys di Naoki Urasawa (Viz Media)[10]
- 2014 – The mysterious underground Men di Osamu Tezuka (Picturebox)[10]
- 2015 – Showa 1939-1944 – and showa 1944-1953 : a history of Japan di Shigeru Mizuki (Drawn & Quarterly)[10]
- 2016 – Showa, 1953–1989: A History of Japan, di Shigeru Mizuki (Drawn & Quarterly)[10]
- 2017 – The Art of Charlie Chan Hock Chye, di Sonny Liew (Pantheon)[10]
- 2018 – Il marito di mio fratello, vol. 1, di Gengoroh Tagame, tradotto da Anne Ishii (Pantheon)[10]
- 2019 – Tokyo Tarareba Girls, di Akiko Higashimura (Kodansha)[10]
- 2020 – (a pari merito)[10]
  - Cats of the Louvre, di Taiyo Matsumoto, tradotto da Michael Arias (VIZ Media)
  - Atelier of Witch Hat, di Kamome Shirahama, tradotto da Stephen Kohler (Kodansha)
- 2021 – Remina, di Junji Itō, tradotto da Jocelyne Allen (VIZ Media)[11]
- 2022 – Lovesickness: Junji Ito Story Collection, di Junji Ito, tradotto da Jocelyne Allen (VIZ Media)[11]
- 2023 – Il viaggio di Shuna, di Hayao Miyazaki; tradotto da Alex Dudok de Wit (First Second/Macmillan)[11]

## Miglior pubblicazione/periodico sui fumetti
- 1992 – Comics Buyer's Guide (Krause)
- 1993 – Comics Buyer's Guide (Krause Publications)
- 1995 – Hero Illustrated (Warrior Publications)
- 1996 – The Comics Journal (Fantagraphics)
- 1997 – The Comics Journal (Fantagraphics)
- 1998 – The Comics Journal (Fantagraphics)
- 1999 – The Comics Journal (Fantagraphics)
- 2000 – Comic Book Artist (TwoMorrows)
- 2002 – Comic Book Artist (TwoMorrows)
- 2004 – Comic Book Artist, supervisione di Jon B. Cooke (Top Shelf)
- 2005 – Comic Book Artist, supervisione di Jon B. Cooke (Top Shelf)[4]
- 2006 – Comic Book Artist, supervisione di Jon Cooke (Top Shelf)[5]
- 2007 – Alter Ego, supervisione di Roy Thomas (TwoMorrows)[6]
- 2008 – Newsarama, prodotta da Matt Brady e Michael Doran (www.newsarama.com)[7]
- 2009 – Comic Book Resources, prodotta da Jonah Weiland (comicbookresources.com)[8]
- 2010 – The Comics Reporter, prodotta da Tom Spurgeon[9][10]
- 2011 – Comic Book Resources, prodotta da Jonah Weiland[10]
- 2012 – The Comics Reporter, prodotta da Tom Spurgeon[10]
- 2013 – The Comics Reporter edito da Tom Spurgeon[10]
- 2014 – Comic Book Resources prodotto da Jonah Weiland[10]
- 2015 – Comics alliance edito da Andy Khouri Caleb Goellner, Andrew Wheeler & Joe Hughes[10]
- 2016 – Hogan's Alley, edito da Tom Heintjes, cartoonician.com[10]
- 2017 – The A.V. Club comics coverage, (Comics Panel, Back Issues e Big Issues, di Oliver Sava et al.)[10]
- 2018 – The Comics Journal, edito da Dan Nadel, Timothy Hodler e Tucker Stone, (Fantagraphics)[10]
- 2019 – Back Issue, curata da Michael Eury (TwoMorrows) (ex aequo)[10]
- 2020 – Women Write About Comics, curata da Nola Pfau e Wendy Browne[10]

## Miglior libro sui fumetti
- 1992 – From "Aargh!" to "Zap!": Harvey Kurtzman's Visual History of the Comics, di Howard Zimmerman (Prentice Hall Press)
- 1994 – Capire il fumetto, di Scott McCloud (Kitchen Sink)
- 1996 – Alex Toth, di Manuel Auad (Kitchen Sink)
- 1997 – Graphic Storytelling, di Will Eisner (Poorhouse Press)
- 1998 – The R. Crumb Coffee Table Art Book, di Pete Poplaski (Kitchen Sink)
- 1999 – Batman: Animated, di Paul Dini e Chip Kidd (HarperCollins)
- 2000 – The Sandman: The Dream Hunters, di Neil Gaiman e Yoshitaka Amano (DC/Vertigo)
- 2001 – Wonder Woman: The Complete History, di Les Daniels (Chronicle Books)
- 2002 – Peanuts: The Art of Charles M. Schulz, di Chip Kidd (Pantheon)
- 2004 – The Art of Hellboy, di Mike Mignola (Dark Horse)
- 2005 – Men of Tomorrow: Geeks, Gangsters, and the Birth of the Comic Book, di Gerard Jones (Basic Books)[4]
- 2006 – Eisner/Miller, intervista condotta da Charles Brownstein (Dark Horse Books)[5]
- 2007 – The Art of Brian Bolland, a cura di Joe Pruett (Desperado/Image)[6]
- 2008 – Reading Comics: How Graphic Novels Work and What They Mean, di Douglas Wolk (Da Capo Press)[7]
- 2009 – Kirby: King of Comics, di Mark Evanier (Abrams)[8]
- 2010 – The Art of Harvey Kurtzman: The Mad Genius of Comics, di Denis Kitchen e Paul Buhle (Abrams ComicArts)[9][10]
- 2011 – 75 Years of DC Comics: The Art of Modern Mythmaking, di Paul Levitz (TASCHEN)[10]
- 2012 – MetaMaus, di Art Spiegelman (Pantheon)[10]
- 2013 – Marvel Comics: The untold story di Sean Howe (HarperCollins)[10]
- 2014 – Genius illustrated: The Life And art of Alex toth di Dean Mullaney e Bruce Canwell (Loac/Idw)[10]
- 2015 – Genius animated: The Cartoon art of Alex Toth volta. 3 Dean Mullaney & Bruce Canwell (Loac/Idv)[10]
- 2016 – Harvey Kurtzman: The Man Who Created MAD and Revolutionized Humor in America, di Bill Schelly (Fantagraphics)[10]
- 2017 – Krazy: George Herriman, A Life in Black and White, di Michael Tisserand (Harper)[10]
- 2018 – How to Read Nancy: The Elements of Comics in Three Easy Panels, di Paul Karasik e Mark Newgarden (Fantagraphics)[10]
- 2019 – Drawn to Purpose: American Women Illustrators and Cartoonists, di Martha H. Kennedy (University Press of Mississippi)[10]
- 2020 – Making Comics, di Lynda Barry (Drawn & Quarterly)[10]

## Miglior pubblicazione sui fumetti (periodico/giornalismo)
- 2012 – Cartooning: Philosophy & Practice, di Ivan Brunetti (Yale University Press); Hand of Fire: The Comics Art of Jack Kirby, di Charles Hatfield (University Press of Mississippi)[10]
- 2013 – Lynda Barry: Girlhood trough The looking Glass di Susan E. Kirtley (Università Presso of Mississippi)[10]
- 2014 – Black Comics: Politics of race And representation edito da Sheena C. Howard e Ronald L. Jackson II[10]
- 2015 – Graphics details: Jewish women's confessional comics in Essays and interwievs edito da Sarah Lightman (Mc Farland)[10]
- 2016 – The Blacker the Ink: Constructions of Black Identity in Comics and Sequential Art, edito da Frances Gateward e John Jennings (Rutgers)[10]
- 2017 – Superwomen: Gender, Power, and Representation, di Carolyn Cocca (Bloomsbury)[10]
- 2018 – Latinx Superheroes in Mainstream Comics, di Frederick Luis Aldama (University of Arizona Press)[10]
- 2019 – Sweet Little Cunt: The Graphic Work of Julie Doucet, di Anne Elizabeth Moore (Uncivilized Books)[10]
- 2020 – EC Comics: Race, Shock, and Social Protest, di Qiana Whitted (Rutgers University Press)[10]
- 2021 – The Content of Our Caricature: African American Comic Art and Political Belonging, di Rebecca Wanzo (New York University Press)
- 2022 – Comics and the Origins of Manga: A Revisionist History, di Eike Exner (Rutgers University Press)
- 2023 – The LGBTQ+ Comics Studies Reader: Critical Openings, Future Directions, edito da Alison Halsall e Jonathan Warren (University Press of Mississippi)

## Miglior scrittore
- 1988 – Alan Moore, Watchmen (DC)
- 1989 – Alan Moore, Batman: The Killing Joke (DC)
- 1991 – Neil Gaiman, Sandman (DC)
- 1992 – Neil Gaiman, Sandman (DC); Books of Magic (DC); Miracleman (Eclipse)
- 1993 – Neil Gaiman, Miracleman (Eclipse); Sandman (DC)
- 1994 – Neil Gaiman, Sandman (DC)
- 1995 – Alan Moore, From Hell (Kitchen Sink)
- 1996 – Alan Moore, From Hell (Kitchen Sink)
- 1997 – Alan Moore, From Hell (Kitchen Sink); Supreme (Maximum Press)
- 1998 – Garth Ennis, Hitman (DC); Preacher; Unknown Soldier (DC/Vertigo); Blood Mary: Lady Liberty (DC/Helix)
- 1999 – Kurt Busiek, Kurt Busiek's Astro City (Homage/WildStorm/Image); Avengers (Vendicatori) (Marvel)
- 2000 – Alan Moore, The League of Extraordinary Gentlemen, (La Lega degli Straordinari Gentlemen) Promethea, Tom Strong, Tomorrow Stories, Top Ten (ABC)
- 2001 – Alan Moore, The League of Extraordinary Gentlemen, Promethea, Tom Strong, Tomorrow Stories, Top Ten (ABC)
- 2002 – Brian Michael Bendis, Powers (Image); Alias, Daredevil, Ultimate Spider-Man (Marvel)
- 2003 – Brian Michael Bendis, Powers (Image); Alias, Daredevil, Ultimate Spider-Man (Marvel)
- 2004 – Alan Moore, The League of Extraordinary Gentlemen, Promethea, Smax, Tom Strong, Tom Strong's Terrific Tales (ABC)
- 2005 – Brian K. Vaughan, Y: The Last Man (Vertigo/DC); Ex Machina (WildStorm/DC); Runaways (Marvel)[4]
- 2006 – Alan Moore, Promethea, Top Ten: The Forty-Niners (ABC)[5]
- 2007 – Ed Brubaker, Captain America, Daredevil (Marvel); Criminal (Marvel Comics/Icon)[6]
- 2008 – Ed Brubaker, Captain America, Criminal, Daredevil, Immortal Iron Fist (Marvel Comics)[7]
- 2009 – Bill Willingham, Fables, House of Mystery (Vertigo/DC)[8]
- 2010 – Ed Brubaker, Captain America, Daredevil, Marvels Project (Marvel) Criminal, Incognito (Marvel Icon)[9][10]
- 2011 – Joe Hill, Locke & Key (IDW)[10]
- 2012 – Mark Waid, Irredeemable, Incorruptible (BOOM!); Daredevil (Marvel)[10]
- 2013 – Brian K. Vaughan Saga (Image)[10]
- 2014 – Brian K. Vaughan Saga (Image)[10]
- 2015 – Gene Luen Yang, Avatar : The last airbender (Dark Horse) The Shadow Hero (First Second)[10]
- 2016 – Jason Aaron, Southern Bastards (Image Comics), Men of Wrath (Marvel Icon), Thor, Doctor Strange, Star Wars (Marvel)[10]
- 2017 – Brian K. Vaughan, Paper Girls, Saga, We Stand On Guard (Image)[10]
- 2018 – (a pari merito)[10]
  - Tom King, Batman, Batman Annual n. 2, Batman/Elmer Fudd Special n. 1, Mister Miracle (DC)
  - Marjorie Liu, Monstress (Image)
- 2019 – Tom King, Batman, Mister Miracle, Heroes in Crisis, Swamp Thing Winter Special (DC)[10]
- 2020 – Mariko Tamaki, Harley Quinn: Breaking Glass (DC); Laura Dean Keeps Breaking Up with Me (First Second Books/Macmillan); Archie (Archie)[10]
- 2021 – James Tynion IV, Something Is Killing the Children, Wynd, Batman, The Department of Truth, Razorblades[12]
- 2022 – James Tynion IV, House of Slaughter, Something Is Killing the Children, Wynd, The Nice House on the Lake, The Joker, Batman, DC Pride 2021, The Department of Truth, Blue Book, Razorblades[12]
- 2023 – James Tynion IV, House of Slaughter, Something Is Killing the Children, Wynd, The Nice House on the Lake, The Sandman Universe: Nightmare Country, The Closet, The Department of Truth[12]

## Miglior scrittore/disegnatore
- 1988 – Alan Moore e Dave Gibbons, Watchmen (DC)
- 1989 – Paul Chadwick, Concrete (Dark Horse)
- 1991 – Frank Miller e Geof Darrow
- 1992 – Peter David e Dale Keown, The Incredible Hulk (Marvel)
- 1993 – Frank Miller, Sin City, Dark Horse Presents (Dark Horse)
- 1993 – Mike Baron e Steve Rude, Nexus: The Origin (Dark Horse)
- 1994 – Jeff Smith, Bone (Cartoon Books)
- 1995 – Mike Mignola, Hellboy: Seeds of Destruction (Dark Horse/Legend)
- 1996 – David Lapham, Stray Bullets (El Capitan)
- 1997 – Mike Mignola, Hellboy: Wake the Devil (Dark Horse/Legend)
- 1998 – Mike Mignola, Hellboy: Almost Colossus; Hellboy Christmas Special; Hellboy Jr. Halloween Special (Dark Horse)
- 1999 – Frank Miller, 300 (Dark Horse)
- 2000 – Daniel Clowes, Eightball (Fantagraphics)
- 2001 – Eric Shanower, Age of Bronze (Image)
- 2002 – Dan Clowes, Eightball (Fantagraphics)
- 2003 – Eric Shanower, Age of Bronze (Image)
- 2004 – Craig Thompson, Blankets (Top Shelf)
- 2005 – Paul Chadwick, Concrete: The Human Dilemma (Dark Horse)[4]
- 2006 – Geof Darrow, Shaolin Cowboy (Burlyman)[5]
- 2007 – Paul Pope, Batman: Anno 100 (DC)[6]
- 2008 – Chris Ware, Acme Novelty Library n. 18 (Acme Novelty)[7]
- 2009 – Chris Ware, Acme Novelty Library (Acme)[8]
- 2010 – David Mazzucchelli, Asterios Polyp (Pantheon)[9][10]
- 2011 – Darwyn Cooke, Richard Stark's Parker: The Outfit (IDW)[10]
- 2012 – Craig Thompson, Habibi (Pantheon)[10]
- 2013 – Chris Ware, Building Stories (Pantheon)[10]
- 2014 – Jaime Hernandez, Love and Rockets: New Stories n. 6 (Fantagraphics)[10]
- 2015 – Raima Telgemeier, Sisters (Graphic/Scholastic)[10]
- 2016 – Bill Griffith, Invisible Ink: My Mother's Secret Love Affair with a Famous Cartoonist (Fantagraphics)[10]
- 2017 – Sonny Liew, The Art of Charlie Chan Hock Chye (Pantheon)[10]
- 2018 – Emil Ferris, My Favorite Thing Is Monsters (Fantagraphics)[10]
- 2019 – Jen Wang, The Prince and the Dressmaker (First Second)[10]
- 2020 – Raina Telgemeier, Guts (Scholastic Graphix)[10]

## Miglior scrittore/disegnatore umoristico
- 1995 – Jeff Smith, Bone (Cartoon Books)
- 1996 – Sergio Aragones, Groo (Image)
- 1997 – Don Rosa, Walt Disney's Comics & Stories; Uncle Scrooge (Gladstone)
- 1998 – Jeff Smith, Bone (Cartoon Books)
- 1999 – Kyle Baker, You Are Here (DC/Vertigo)
- 2000 – Kyle Baker, I Die at Midnight (DC/Vertigo); "Letitia Lerner, Superbaby's Babysitter" in Elseworlds 80-Page Giant (DC)
- 2001 – Tony Millionaire, Maakies (Fantagraphics), Sock Monkey (Dark Horse/Maverick)
- 2002 – Evan Dorkin, Dork! (Slave Labor)
- 2003 – Tony Millionaire, House at Maakies Corner (Fantagraphics)
- 2004 – Kyle Baker, Plastic Man (DC); The New Baker (Kyle Baker Publishing)
- 2005 – Kyle Baker, Plastic Man (DC); Kyle Baker, Cartoonist (Kyle Baker Publishing)[4]
- 2006 – Kyle Baker, Plastic Man (DC); The Bakers (Kyle Baker Publishing)[5]
- 2007 – Tony Millionaire, Billy Hazelnuts (Fantagraphics); Sock Monkey: The Inches Incident (Dark Horse)[6]
- 2008 – Eric Powell, The Goon (Dark Horse)[7]

## Miglior pittore/pagine interne
- 1993 – Dave Dorman, Aliens: Tribes (Dark Horse)
- 1994 – Alex Ross, Marvels (Marvel)
- 1995 – Jon J. Muth, Mystery Play (DC/Vertigo)
- 1996 – John Bolton, Batman: Manbat (DC)
- 1997 – Alex Ross, Kingdom Come (DC)
- 1998 – Alex Ross, Uncle Sam (DC/Vertigo)
- 1999 – Alex Ross, Superman: Peace on Earth (DC)
- 2000 – Alex Ross, Batman: War on Crime (DC)
- 2001 – Jill Thompson, Scary Godmother (Sirius)
- 2002 – Charles Vess, Rose (Cartoon Books)
- 2003 – George Pratt, Wolverine: Netsuke (Marvel)
- 2004 – Jill Thompson, "Stray", in The Dark Horse Book of Hauntings (Dark Horse)
- 2005 – Teddy Kristiansen, It's a Bird... (Vertigo/DC)[4]
- 2006 – Ladronn, Hip Flask: Mystery City (Active Images)[5]
- 2007 – Jill Thompson, A Dog and His Boy in The Dark Horse Book of Monsters; Love Triangle in Sexy Chix (Dark Horse); Fair Division, in Fables: 1001 – Nights of Snowfall (Vertigo/DC)[6]
- 2008 – Eric Powell, The Goon: Chinatown (Dark Horse)[7]
- 2009 – Jill Thompson, Magic Trixie, Magic Trixie Sleeps Over (HarperCollins Children's Books)[8]
- 2010 – Jill Thompson, Beasts of Burden (Dark Horse); Magic Trixie and the Dragon (HarperCollins Children's Books)[9][10]
- 2011 – Juanjo Guarnido, Blacksad (Dargaud, Dark Horse)[10]
- 2013 – Juanjo Guarnido, Blacksad (Dark Horse)[10]
- 2014 – Fiona Staples, Saga (Image)[10]
- 2015 – J.H. Williams III, The Sandman: Overture (Vertigo/DC)[10]
- 2016 – Dustin Nguyen, Descender (Image)[10]
- 2017 – Jill Thompson, Wonder Woman: The True Amazon (DC); Beasts of Burden: What the Cat Dragged In (Dark Horse)[10]
- 2018 – Sana Takeda, Monstress (Image)[10]
- 2019 – Dustin Nguyen, Descender (Image)[10]
- 2020 – Christian Ward, Invisible Kingdom (Berger Books/Dark Horse Comics)[10]

## Miglior disegnatore/matitista/inchiostratore o squadra matitista/inchiostratore
- 1988 – Steve Rude, Nexus (First)
- 1989 – Brian Bolland, Batman: The Killing Joke (DC)
- 1991 – Steve Rude - Miglior Disegnatore
- 1991 – Al Williamson - Miglior Inchiostratore
- 1992 – Simon Bisley, Batman: Judgement on Gotham (DC) - Miglior Disegnatore
- 1992 – Adam Kubert, Batman Versus Predator (DC e Dark Horse) - Miglior Inchiostratore
- 1993 – Steve Rude, Nexus: The Origin (Dark Horse) - Miglior Matitista
- 1993 – Kevin Nowlan, Batman: Sword of Azrael (DC) - Miglior Inchiostratore
- 1993 – Frank Miller, Sin City, Dark Horse Presents (Dark Horse) - Miglior Matitista/Inchiostratore, in bianco e nero
- 1993 – P. Craig Russell, Fairy Tales of Oscar Wilde (NBM); Robin 3000; Legends of the Dark Knight: Hothouse (DC) - Miglior Matitista/Inchiostratore, a colori
- 1994 – P. Craig Russell, The Sandman n. 50 (DC)
- 1995 – Dave Gibbons, Martha Washington Goes to War (Dark Horse)
- 1996 – Geof Darrow, The Big Guy and Rusty the Boy Robot (Dark Horse/Legend)
- 1997 – Steve Rude, Nexus: Executioner's Song (Dark Horse) - Miglior Matitista
- 1997 – Al Williamson, Spider-Man, Untold Tales of Spider-Man nn. 17-18 (Marvel) - Miglior Inchiostratore
- 1997 – Charles Vess, Book of Ballads and Sagas (Green Man Press); The Sandman n. 75 (DC/Vertigo) - Miglior Matitista/Inchiostratore o Squadra Matitista/Inchiostratore
- 1998 – P. Craig Russell, Elric: Stormbringer (Dark Horse/Topps); Dr. Strange: What Is It That Disturbs You, Stephen? (Marvel)
- 1999 – Tim Sale, Superman for All Seasons (DC); Grendel Black, White, and Red n. 1 (Dark Horse)
- 2000 – Kevin Nowlan, "Jack B. Quick," Tomorrow Stories (ABC)
- 2001 – P. Craig Russell, Ring of the Nibelung (Dark Horse/Maverick)
- 2002 – Eduardo Risso, 100 Bullets (DC/Vertigo)
- 2003 – Kevin O'Neill, League of Extraordinary Gentlemen (ABC)
- 2004 – John Cassaday, Planetary, Planetary/Batman: Night on Earth (WildStorm/DC); Hellboy Weird Tales (Dark Horse)
- 2005 – Pari merito John Cassaday, Astonishing X-Men (Marvel); Planetary (WildStorm/DC); I Am Legion: The Dancing Faun (Humanoids/DC) e Frank Quitely, WE3 (Vertigo/DC)[4]
- 2006 – John Cassaday, Astonishing X-Men (Marvel); Planetary (WildStorm/DC)[5]
- 2007 – Mark Buckingham/Steve Leialoha, Fables (Vertigo/DC)[6]
- 2008 – Pia Guerra/Jose Marzan Jr., Y: The Last Man (Vertigo/DC)[7]
- 2009 – Guy Davis, BPRD (Dark Horse)[8]
- 2010 – J. H. Williams III, Detective Comics (DC)[9][10]
- 2011 – Skottie Young, The Marvelous Land of Oz (Marvel)[10]
- 2012 – Ramón K. Pérez, Jim Henson's Tale of Sand (Archaia)[10]
- 2013 – David Aja, Hawkeye (Marvel); Juanjo Guarnito, Blacksad (Dark Horse)[10]
- 2014 – Sean Murphy, The Wake (Dc/Vertigo); Fiona Staples, Saga (Image)[10]
- 2015 – Fiona Staples, Saga (Image); J. H. Williams III, The Sandman: Overture[10]
- 2015 – Fiona Staples, Saga (Image)[10]
- 2016 – Cliff Chiang, Paper Girls (Image)[10]
- 2017 – Fiona Staples, Saga (Image)[10]
- 2018 – Mitch Gerads, Mister Miracle (DC)[10]
- 2019 – Mitch Gerads, Mister Miracle (DC)[10]
- 2020 – Rosemary Valero-O’Connell, Laura Dean Keeps Breaking Up with Me (First Second/Macmillan)[10]

## Miglior squadra artistica
- 1988 – Steve Rude, Willie Blyberg e Ken Steacy, Space Ghost Special (Comico)
- 1989 – Alan Davis e Paul Neary, Excalibur (Marvel)

## Miglior colorista
- 1992 – Steve Oliff, Legends of the Dark Knight (DC), 2112 – (Dark Horse), e Akira (Marvel)
- 1993 – Steve Oliff/Olyoptics, Legends of the Dark Knight n. 28- n. 30, Martian Manhunter: American Secrets (DC); James Bond 007: Serpent's Tooth (Dark Horse); Spawn (Image)
- 1994 – Steve Oliff e Rueben Rude/Olyoptics, Spawn (Image)
- 1995 – Angus McKie, Martha Washington Goes to War (Dark Horse)
- 1996 – Chris Ware, The Acme Novelty Library (Fantagraphics)
- 1997 – Matt Hollingsworth, Preacher; Death: The Time of Your Life (DC/Vertigo); Bloody Mary (DC/Helix); Challengers of the Unknown (DC)
- 1998 – Chris Ware, The Acme Novelty Library (Fantagraphics)
- 1999 – Lynn Varley, 300 (Dark Horse)
- 2000 – Laura Depuy, The Authority; Planetary (DC/Wildstorm)
- 2001 – Chris Ware, Acme Novelty Library n. 14 (Fantagraphics)
- 2002 – Laura DePuy, Ruse (CrossGen), Ministry of Space (Image)
- 2003 – Dave Stewart, Hellboy: Third Wish, The Amazing Screw-on Head, Star Wars: Empire (Dark Horse); Human Target: Final Cut, Doom Patrol (DC/Vertigo); Tom Strong (ABC); Captain America (Marvel)
- 2004 – Patricia Mulvihill, Batman, Wonder Woman (DC), 100 Bullets (Vertigo/DC)
- 2005 – Dave Stewart, Daredevil, Ultimate X-Men, Ultimate Six, Captain America (Marvel); Conan, BPRD (Dark Horse), DC: The New Frontier (DC)[4]
- 2006 – Chris Ware, Acme Novelty Library n. 16 (ACME Novelty)[5]
- 2007 – Dave Stewart, BPRD, Conan, The Escapists, Hellboy (Dark Horse); Action Comics, Batman/The Spirit, Superman (DC)[6]
- 2008 – Dave Stewart, BPRD, Buffy the Vampire Slayer, Cut, Hellboy, Lobster Johnson, The Umbrella Academy (Dark Horse); The Spirit (DC)[7]
- 2009 – Dave Stewart, Abe Sapien: The Drowning, BPRD, The Goon, Hellboy, Solomon Kane, The Umbrella Academy (Dark Horse); Body Bags (Image); Captain America: White (Marvel)[8]
- 2010 – Dave Stewart, Abe Sapien, BPRD, The Goon, Hellboy, Solomon Kane, The Umbrella Academy, Zero Killer (Dark Horse); Detective Comics (DC); Luna Park (Vertigo)[9][10]
- 2011 – Dave Stewart, Hellboy, BPRD, Baltimore, Let Me In (Dark Horse); Detective Comics (DC); Neil Young's Greendale, Daytripper, Joe the Barbarian (Vertigo)[10]
- 2012 – Laura Allred, iZombie (Vertigo/DC); Madman All-New Giant-Size Super-Ginchy Special (Image)[10]
- 2013 – Dave Stewart, Batwoman (Dc) Fatale (Image); Bprd; Conan The barbarIan, hellboy in Hell, lobster Johnson, The Massive (Dark horse)[10]
- 2014 – Jordie Bellaire, The Manhattan nowhere Men, Projects Pretty Deadly, Zero (Image), The Massive (Dark Horse), Tom Strong (Dc), X-Files season 10 (Idw), Captain Marvel, Journey into mystery (Marvel), Numbercruncher (Titan), Quantum And Woody (Valiant)[10]
- 2015 – Dave Stewart, Hellboy in Hell, B.P.R.D., Abe Sapien, Baltimore, Lobster Johnson, Witchfinder, Shaolin Cowboy, Aliens:Fire And Stone, Dhp (Dark Horse)[10]
- 2016 – Jordie Bellaire, The Autumnlands, Injection, Plutona, Pretty Deadly, The Surface, They're Not Like Us, Zero (Image), The X-Files (IDW), The Massive (Dark Horse), Magneto, Vision (Marvel)[10]
- 2017 – Matt Wilson, Cry Havoc, Paper Girls, The Wicked + The Divine (Image); Black Widow, The Mighty Thor, Star-Lord (Marvel)[10]
- 2018 – Emil Ferris, My Favorite Thing Is Monsters (Fantagraphics)[10]
- 2019 – Matt Wilson, Black Cloud, Paper Girls, The Wicked + The Divine (Image); The Mighty Thor, Runaways (Marvel)[10]
- 2020 – Dave Stewart, Black Hammer, B.P.R.D.: The Devil You Know, Hellboy and the BPRD (Dark Horse); Gideon Falls (Image); Silver Surfer Black, Spider-Man (Marvel)[10]

## Miglior letterista
- 1993 – Todd Klein, The Sandman, The Demon (DC)
- 1994 – Todd Klein, The Sandman (DC)
- 1995 – Todd Klein, Batman vs. Predator II (DC/Dark Horse); The Demon (DC), The Sandman (DC/Vertigo); Uncle Scrooge (Gladstone)
- 1996 – Stan Sakai, Groo (Image); Usagi Yojimbo (Mirage)
- 1997 – Todd Klein, Sandman; Death: The Time of Your Life; House of Secrets; The Dreaming (DC/Vertigo); Batman; The Spectre; Kingdom Come (DC)
- 1998 – Todd Klein, Batman; Batman: Poison Ivy (DC); The Dreaming; House of Secrets; The Invisibles; Uncle Sam (DC/Vertigo); Uncle Scrooge Adventures (Gladstone); Castle Waiting (Olio)
- 1999 – Todd Klein, Castle Waiting (Olio); House of Secrets; The Invisibles; The Dreaming (DC/Vertigo)
- 2000 – Todd Klein, Promethea; Tom Strong; Tomorrow Stories; Top 10 (ABC); The Dreaming; Gifts of the Night; The Invisibles; Sandman Presents: Lucifer (DC/Vertigo)
- 2001 – Todd Klein, Promethea; Tom Strong; Tomorrow Stories; Top 10 (ABC); The Invisibles; The Dreaming (DC/Vertigo); Castle Waiting (Cartoon Books)
- 2002 – Todd Klein, Promethea; Tom Strong's Terrific Tales; Tomorrow Stories; Top 10; Greyshirt (ABC); The Sandman Presents: Everything You Always Wanted to Know About Dreams But Were Afraid to Ask (DC/Vertigo); Detective Comics; The Dark Knight Strikes Again (DC); Castle Waiting (Olio); Universe X (Marvel)
- 2003 – Todd Klein, Dark Knight Strikes Again; Detective Comics; Wonder Woman: The Hiketeia (DC); Fables; Human Target: Final Cut (DC/Vertigo); Promethea; Tom Strong (ABC); Castle Waiting (Olio)
- 2004 – Todd Klein, Detective Comics (DC); Fables, The Sandman: Endless Nights (Vertigo/DC); Tom Strong, Promethea (ABC); 1602 – (Marvel)
- 2005 – Todd Klein, Promethea; Tom Strong; Tom Strong's Terrific Tales (ABC); Wonder Woman (DC); Books of Magick: Life During Wartime; Fables; WE3 (Vertigo/DC); Creatures of the Night (Dark Horse)[4]
- 2006 – Todd Klein, Wonder Woman, Justice, Seven Soldiers n. 0 (DC); Desolation Jones (WildStorm/DC); Promethea, Top Ten: The Forty-Niners, Tomorrow Stories Special (ABC); Fables (Vertigo); 1602: New World (Marvel)[5]
- 2007 – Todd Klein, Fables, Jack of Fables, Fables: 1001 – Nights of Snowfall; Pride of Baghdad, Testament (Vertigo/DC); Fantastic Four: 1602, Eternals (Marvel); Lost Girls (Top Shelf)[6]
- 2008 – Todd Klein, Justice, Simon Dark (DC); Fables, Jack of Fables, Crossing Midnight (Vertigo/DC); League of Extraordinary Gentlemen: The Black Dossier (WildStorm/DC); Nexus (Rude Dude)[7]
- 2009 – Chris Ware, Acme Novelty Library numero 19 (Acme)[8]
- 2010 – David Mazzucchelli, Asterios Polyp (Pantheon)[9][10]
- 2011 – Todd Klein, Fables, The Unwritten, Joe the Barbarian, iZombie (Vertigo/DC); Tom Strong and the Robots of Doom (WildStorm/DC); SHIELD (Marvel); Driver for the Dead (Radical)[10]
- 2012 – Stan Sakai, Usagi Yojimbo (Dark Horse)[10]
- 2013 – Chris Ware, Building Storie (Pantheon)[10]
- 2014 – Darwyn Cooke, Richard Stark's Parker: Slayground[10]
- 2015 – Stan Sakai Usagi Yojimbo color special: The artist (Dark Horse)[10]
- 2016 – Derf Backderf, Trashed (Abrams)[10]
- 2017 – Todd Klein, Clean Room, Dark Night, Lucifer (Vertigo/DC); Black Hammer (Dark Horse)[10]
- 2018 – Stan Sakai, Usagi Yojimbo, Groo: Slay of the Gods (Dark Horse)[10]
- 2019 – Todd Klein, Black Hammer: Age of Doom, Neil Gaiman’s A Study in Emerald (Dark Horse); Batman: White Night (DC); Eternity Girl, Books of Magic (Vertigo/DC); The League of Extraordinary Gentlemen: The Tempest (Top Shelf/IDW)[10]
- 2020 – Stan Sakai, Usagi Yojimbo (IDW)[10]
- 2021 – Stan Sakai, Usagi Yojimbo (IDW)
- 2022 – Barry Windsor-Smith, Monsters (Fantagraphics)
- 2023 – Stan Sakai, Usagi Yojimbo (IDW)

## Miglior copertinista
- 1992 – Brian Bolland, Animal Man (DC)
- 1993 – Brian Bolland, Animal Man; Wonder Woman (DC)
- 1994 – Brian Bolland, Animal Man; Wonder Woman (DC)
- 1995 – Glenn Fabry, Hellblazer (DC/Vertigo)
- 1996 – Alex Ross, Kurt Busiek's Astro City (Jukebox Productions/Image)
- 1997 – Alex Ross, Kingdom Come (DC); Kurt Busiek's Astro City (Jukebox Productions/Homage)
- 1998 – Alex Ross, Kurt Busiek's Astro City (Jukebox Productions/Homage); Uncle Sam (DC/Vertigo)
- 1999 – Brian Bolland, The Invisibles (DC/Vertigo)
- 2000 – Alex Ross, Batman: No Man's Land; Batman: Harley Quinn; Batman: War on Crime (DC); Kurt Busiek's Astro City (Homage/Wildstorm/DC); ABC alternate numero 1 cover
- 2001 – Brian Bolland, Batman: Gotham Knights; The Flash (DC); The Invisibles (DC/Vertigo)
- 2002 – Dave Johnson, Detective Comics (DC); 100 Bullets (DC/Vertigo)
- 2003 – Adam Hughes, Wonder Woman (DC)
- 2004 – James Jean, Fables (Vertigo/DC); Batgirl (DC)
- 2005 – James Jean, Fables (Vertigo/DC); Green Arrow, Batgirl (DC)
- 2006 – James Jean, Fables (Vertigo/DC); Runaways (Marvel)[5]
- 2007 – James Jean, Fables, Jack of Fables, Fables: 1001 – Nights of Snowfall (Vertigo/DC)[6]
- 2008 – James Jean, Fables (Vertigo/DC); The Umbrella Academy (Dark Horse); Process Recess 2; Superior Showcase 2 (AdHouse)[7]
- 2009 – James Jean, Fables (Vertigo/DC); The Umbrella Academy (Dark Horse)[8]
- 2010 – J. H. Williams III, Detective Comics (DC)[9][10]
- 2010 – Mike Mignola, Baltimore: The Plague Ships (Dark Horse)[9][10]
- 2012 – Francesco Francavilla, Black Panther (Marvel); Lone Ranger, Lone Ranger/Zorro, Dark Shadows, Warlord of Mars (Dynamite); Archie Meets Kiss (Archie)[10]
- 2013 – David Aja Hawkeye (Marvel)[10]
- 2014 – David Aja Hawkeye (Marvel)[10]
- 2015 – Darwin Cooke DC Comics Darwin Cooke Month Variant Cover (DC)[10]
- 2016 – David Aja, Hawkeye, Karnak, Scarlet Witch (Marvel)[10]
- 2017 – Fiona Staples, Saga (Image)[10]
- 2018 – Sana Takeda, Monstress (Image)[10]
- 2019 – Jen Bartel, Blackbird (Image); Submerged (Vault)[10]
- 2020 – Emma Ríos, Pretty Deadly (Image)[10]
- 2021 – Peach Momoko, Buffy the Vampire Slayer #19, Mighty Morphin #2, Something Is Killing the Children #12, Power Rangers #1 (BOOM! Studios); DIE!namite, Vampirella (Dynamite); The Crow: Lethe (IDW); Marvel Cover Variants (Marvel)
- 2022 – Jen Bartel, Future State Immortal Wonder Woman #1 & 2, Wonder Woman Black & Gold #1, Wonder Woman 80th Anniversary (DC); Women's History Month variant cover (Marvel)
- 2023 – Bruno Redondo, Nightwing (DC)

## Miglior curatore editoriale
- 1992 – Karen Berger, The Sandman; Shade: the Changing Man; Kid Eternity; Books of Magic (DC)
- 1993 – Archie Goodwin, Legends of the Dark Knight; Batman: Sword of Azrael; Deadman: Exorcism (DC)
- 1994 – Karen Berger, The Sandman (DC) (tie)
- 1994 – Mike Carlin (DC) (tie)
- 1995 – Karen Berger, The Sandman; Sandman Mystery Theatre (DC/Vertigo)
- 1996 – Stuart Moore, Swamp Thing; The Invisibles; Preacher (DC/Vertigo) (tie)
- 1996 – Bronwyn Taggart, The Big Book of Weirdos; The Big Book of Conspiracies; Brooklyn Dreams; Stuck Rubber Baby (Paradox Press) (tie)
- 1997 – Dan Raspler, Kingdom Come; Hitman; The Spectre; Sergio Aragones Destroys the DC Universe (DC)

## Miglior progettazione di una pubblicazione
- 1993 – Sandman: Season of Mists, di Neil Gaiman e altri, design di Dave McKean (DC)
- 1994 – Marvels, Richard Starkings/Comicraft (Marvel)
- 1995 – The Acme Novelty Library, design di Chris Ware (Fantagraphics)
- 1996 – The Acme Novelty Library, design di Chris Ware (Fantagraphics)
- 1997 – The Acme Novelty Library n. 7, design di Chris Ware (Fantagraphics)
- 1998 – Kingdom Come deluxe slipcover edition, art director Bob Chapman/DC supervisore del design Georg Brewer (DC Comics/Graphitti Designs)
- 1999 – Batman Animated, design di Chip Kidd (HarperCollins)
- 2000 – 300, design di Mark Cox (Dark Horse)
- 2001 – Jimmy Corrigan, design di Chris Ware (Pantheon)
- 2002 – Acme Novelty Library n. 15, design di Chris Ware (Fantagraphics)
- 2003 – Batman: Nine Lives, design di Amie Brockway-Metcalf (DC)
- 2004 – Mythology: The DC Comics Art of Alex Ross, design di Chip Kidd (Pantheon)
- 2005 – The Complete Peanuts, design di Seth (Fantagraphics)
- 2006 – Acme Novelty Library Annual Report to Shareholders, design di Chris Ware (Pantheon); Little Nemo in Slumberland, design di Philippe Ghuilemetti (Sunday Press Books)[5]
- 2007 – Absolute DC: The New Frontier, design di Darwyn Cooke (DC)[6]
- 2008 – Process Recess 2, design di James Jean e Chris Pitzer (AdHouse)[7]
- 2009 – Hellboy Library Editions, design di Cary Grazzini e Mike Mignola (Dark Horse)[8]
- 2010 – Absolute Justice, design di Curtis King e Josh Beatman (DC)[9][10]
- 2011 – Dave Stevens' The Rocketeer Artist's Edition, design di Randall Dahlik (IDW)[10]
- 2012 – Jim Henson's Tale of Sand, design di Eric Skillman (Archaia)[10]
- 2013 – Building stories progettato da Chris Ware (Pantheon)[10]
- 2014 – Genius illustrated: The Life and art of Alex Toth progettato da Dean Mullaney[10]
- 2015 – Little Nemo: dream another dream progettato da Jim Rugg (Locust Moon)[10]
- 2016 – The Sandman Gallery Edition, progettato da Josh Beatman/Brainchild Studios (Graphitti Designs/DC)[10]
- 2017 – The Art of Charlie Chan Hock Chye, progettato da Sonny Liew (Pantheon)[10]
- 2018 – Akira 35th Anniversary Edition, progettato da Phil Balsman, Akira Saito (Veia), NORMA Editorial, e MASH•ROOM (Kodansha)[10]
- 2019 – Will Eisner’s A Contract with God: Curator’s Collection, design di John Lind (Kitchen Sink/Dark Horse)[10]
- 2020 – Making Comics, design di Lynda Barry (Drawn & Quarterly)[10]
- 2021 – The Loneliness of the Long-Distance Cartoonist, design di Adrian Tomine e Tracy Huron (Drawn & Quarterly)
- 2022 – Marvel Comics Library: Spider-Man vol. 1: 1962–1964 (TASCHEN)
- 2023 – Parker: The Martini Edition—Last Call, design di Sean Phillips (IDW)

## Talento meritevole di maggior considerazione
- 1995 – Evan Dorkin (Milk and Cheese, Hectic Planet, Dork, Instant Piano)
- 1996 – Stan Sakai (Usagi Yojimbo)
- 1997 – Ricardo Delgado (Age of Reptiles)
- 1998 – Linda Medley (Castle Waiting)
- 1999 – Brian Michael Bendis (Jinx, Goldfish, Torso)
- 2000 – Tony Millionaire (Sock Monkey)
- 2001 – Alex Robinson (Box Office Poison)
- 2002 – Dylan Horrocks (Hicksville, Atlas)
- 2003 – Jason Shiga, Fleep (Absence of Ink)
- 2004 – Derek Kirk Kim, (Same Difference & Other Stories)
- 2005 – Sean McKeever (A Waiting Place; Mary Jane; Inhumans; Sentinels)
- 2006 – Aaron Renier (Spiral-Bound)[5]

## Miglior prodotto/oggetto relativo ai fumetti
- 1992 – Statua di Sandman, di Randy Bowen (DC)
- 1994 – Statua di Death, di Chris Bachalo, [et al.] (DC)
- 1995 – Statua di Sandman Notti Arabe, di P. Craig Russell e Randy Bowen (DC/Graphitti Designs)
- 1996 – Francobolli sulle strisce a fumetti (U.S. Postal Service)
- 1997 – Busto di Hellboy, Randy Bowen (Bowen Designs)
- 1998 – Acme Novelty Library display stand, progettato da Chris Ware (Fantagraphics)
- 1999 – Sandman Pocketwatch, progettato da Kris Ruotolo (DC/Vertigo)
- 2000 – Lunch boxes: Milk & Cheese, Sin City, Bettie Page, Hellboy, Groo (Dark Horse)
- 2002 – Statue dei protagonisti dei fumetti della Dark Horse, di Yoe Studio (Dark Horse)

## Miglior statua relativa ai fumetti
- 1999 – Statua di Hellboy, di Randy Bowen, prodotta da Bowen Designs

## Premio speciale
- 2007 – Hope Larson (Gray Horses, Oni)[6]
- 2008 – Chuck BB, Black Metal (disegnatore, Oni)[7]

## Hall of Fame
Il riconoscimento viene assegnato direttamente dalla giuria oppure viene votato scegliendo da una lista di candidati.
- 1987 – Carl Barks, Will Eisner, Jack Kirby
- 1988 – Milton Caniff
- 1989 – Harvey Kurtzman
- 1991 – Robert Crumb, Alex Toth
- 1992 – Joe Shuster, Jerry Siegel, Wally Wood
- 1993 – C. C. Beck, William Gaines
- 1994 – Steve Ditko, Stan Lee
- 1995 – Frank Frazetta, Walt Kelly
- 1996 – Hal Foster, Bob Kane, Winsor McCay, Alex Raymond
- 1997 – Gil Kane, Charles M. Schulz, Julius Schwartz, Curt Swan
- 1998 – Neal Adams, Jean Giraud (alias Moebius), Archie Goodwin, Joe Kubert
- 1999 – Jack Cole (premio della giuria), L. B. Cole (premio della giuria), Bill Finger (premio della giuria), Gardner Fox (premio della giuria), Mac Raboy (premio della giuria), Alex Schomburg (premio della giuria), Murphy Anderson, Joe Simon, Art Spiegelman, Dick Sprang
- 2000 – Bill Everett (premio della giuria), Sheldon Mayer (premio della giuria), George Herriman, Carmine Infantino, Al Williamson, Basil Wolverton
- 2001 – Dale Messick (premio della giuria), Roy Crane (premio della giuria), Chester Gould, Frank King, Elzie Crisler Segar, Marie Severin
- 2002 – Charles Biro (premio della giuria), Osamu Tezuka (premio della giuria), Sergio Aragonés, John Buscema, Dan De Carlo, John Romita Sr.
- 2003 – Hergé (premio della giuria), Bernard Krigstein (premio della giuria), Jack Davis, Will Elder, Al Feldstein, John Severin
- 2004 – Otto Binder (premio della giuria), John Stanley (premio della giuria), Kazuo Koike (premio della giuria), Gōseki Kojima (premio della giuria), Al Capp, Jules Feiffer, Don Martin, Jerry Robinson
- 2005 – Johnny Craig, Hugo Pratt, Nick Cardy, Gene Colan
- 2006 – Floyd Gottfredson (premio della giuria), William Moulton Marston (premio della giuria), Vaughn Bodé, Ramona Fradon, Russ Manning, Jim Steranko
- 2007 – Robert Kanigher (premio della giuria), Ogden Whitney (premio della giuria), Ross Andru, Mike Esposito, Dick Ayers, Wayne Boring, Joe Orlando
- 2008 – R. F. Outcault (premio della giuria), Malcolm Wheeler-Nicholson (premio della giuria), John Broome (premio dei lettori), Arnold Drake (premio dei lettori), Len Wein (premio dei lettori), Barry Windsor-Smith (premio dei lettori)
- 2009 – Harold Gray (premio della giuria), Graham Ingels (premio della giuria), Matt Baker, Reed Crandall, Russ Heath, Jerry Iger
- 2010 – Burne Hogarth (premio della giuria), Bob Montana (premio della giuria), Steve Gerber, Dick Giordano, Michael Kaluta, Mort Weisinger, Mort Drucker, Harvey Pekar[10]
- 2011 – Ernie Bushmiller (premio della giuria), Jack Jackson (premio della giuria), Martin Nodell (premio della giuria), Lynd Ward (premio della giuria), Roy Thomas, Marv Wolfman[10]
- 2012 – Rudolph Dirks, Harry Lucey, Bill Blackbeard, Richard Corben, Katsuhiro Ōtomo, Gilbert Shelton[10]
- 2013 – Lee Falk, Al Jafee, Mort Meskin, Trina Robbins, Spain Rodriguez, Joe Sinnott[10]
- 2014 – Irwin Hasen (premio della giuria), Sheldon Moldoff (premio della giuria), Orrin C. Evans (premio della giuria), Hayao Miyazaki, Alan Moore, Dennis O'Neil, Bernie Wrightson[10]
- 2015 – Marge (premio della giuria), Bill Woggon (premio della giuria), John Byrne, Chris Claremont, Denis Kitchen, Frank Miller[10]
- 2016 – Lynda Barry, Carl Burgos (premio della giuria), Rube Goldberg, Matt Groening, Tove Jansson (premio della giuria), Jacques Tardi[10]
- 2017 – Milt Gross (premio della giuria), H. G. Peter (premio della giuria), Antonio Prohías (premio della giuria), Dori Seda (premio della giuria), Gilbert Hernandez, Jaime Hernandez, George Pérez, Walt Simonson, Jim Starlin[10]
- 2018 – Jackie Ormes, Carol Kalish, Charles Addams, Karen Berger, Dave Gibbons, Rumiko Takahashi[10]
- 2019 – Jim Aparo, June Tarpé Mills, Dave Stevens, Morrie Turner, José Luis García-López, Jenette Kahn, Paul Levitz, Wendy e Richard Pini, Bill Sienkiewicz[10]
- 2020 – Nell Brinkley, E. Simms Campbell, Alison Bechdel, Howard Cruse, Louise Simonson, Stan Sakai, Don e Maggie Thompson, Bill Watterson[10]
- 2021 – Thomas Nast, Rodolphe Töpffer, Alberto Breccia, Stan Goldberg, Françoise Mouly, Lily Renée Phillips, Ruth Atkinson, Dave Cockrum, Neil Gaiman, Scott McCloud
- 2022 – Marie Duval, Rose O'Neill, Max Gaines, Mark Gruenwald, Alex Niño, P. Craig Russell, Howard Chaykin, Kevin Eastman, Larry Hama, Moto Hagio, David Mazzucchelli, Grant Morrison[13]
- 2023 – Jerry Bails, Tony DeZuniga, Justin Green, Bill Griffith, Jay Jackson, Jeffrey Catherine Jones, Jack Katz, Aline Kominsky-Crumb, Win Mortimer, Diane Noomin, Gaspar Saladino, Kim Thompson, Garry Trudeau, Mort Walker, Tatjana Wood, Brian Bolland, Ann Nocenti, Tim Sale, Diana Schutz[14]